# Liste der Gemeinden im Département Isère

Lage des Départements Isère

Das Département Isère liegt in der Region Auvergne-Rhône-Alpes in Frankreich. Es untergliedert sich in drei Arrondissements mit 512 Gemeinden (frz. communes) (Stand 1. Januar 2019).
| Code INSEE | PLZ         | Gemeinde                         | Einwohner (Stand 1. Januar 2022) | Fläche in km² | Einwohner je km²                            | Kanton seit 30. März 2015 Kanton bis zum 29. März 2015                                                        | Arrondissement seit 2017 Arrondissement bis 2016 | Gemeindeverband                          |
| ---------- | ----------- | -------------------------------- | -------------------------------- | ------------- | ------------------------------------------- | --- | ------------------------------------------------ | ---------------------------------------- |
| 38003      | 38150       | Agnin                            | 1240                             | 7,96          | 156                                         | Roussillon | Vienne                                           | Entre Bièvre et Rhône                    |
| 38005      | 38114       | Allemond                         | 955                              | 44,75         | 21                                          | Oisans-Romanche Le Bourg-d’Oisans                                                                             | Grenoble                                         | Oisans                                   |
| 38006      | 38580       | Allevard                         | 3962                             | 25,63         | 155                                         | Haut-Grésivaudan Allevard                                                                                     | Grenoble                                         | Le Grésivaudan                           |
| 38008      | 38970       | Ambel                            | 32                               | 4,83          | 7                                           | Matheysine-Trièves Corps                                                                                      | Grenoble                                         | Matheysine                               |
| 38009      | 38150       | Anjou                            | 1023                             | 5,03          | 203                                         | Roussillon | Vienne                                           | Entre Bièvre et Rhône                    |
| 38010      | 38460       | Annoisin-Chatelans               | 724                              | 13,27         | 55                                          | Charvieu-Chavagneux Crémieu                                                                                   | La Tour-du-Pin                                   | Les Balcons du Dauphiné                  |
| 38011      | 38280       | Anthon                           | 1137                             | 8,82          | 129                                         | Charvieu-Chavagneux Pont-de-Chéruy                                                                            | La Tour-du-Pin Vienne                            | Lyon Saint Exupéry en Dauphiné           |
| 38012      | 38490       | Aoste                            | 2869                             | 9,82          | 292                                         | Chartreuse-Guiers Le Pont-de-Beauvoisin                                                                       | La Tour-du-Pin                                   | Les Vals du Dauphiné                     |
| 38013      | 38140       | Apprieu                          | 3602                             | 15,09         | 239                                         | Le Grand-Lemps                                                                                                | La Tour-du-Pin                                   | Bièvre Est                               |
| 38297      | 38510       | Arandon-Passins                  | 1858                             | 26,14         | 71                                          | Morestel | La Tour-du-Pin                                   | Les Balcons du Dauphiné                  |
| 38015      | 38440       | Artas                            | 1815                             | 14,15         | 128                                         | La Verpillière Saint-Jean-de-Bournay                                                                          | Vienne                                           | Bièvre Isère                             |
| 38017      | 38150       | Assieu                           | 1722                             | 12,34         | 140                                         | Vienne-2 Roussillon                                                                                           | Vienne                                           | Entre Bièvre et Rhône                    |
| 38018      | 38680       | Auberives-en-Royans              | 369                              | 5,07          | 73                                          | Le Sud Grésivaudan Pont-en-Royans                                                                             | Grenoble                                         | Saint-Marcellin Vercors Isère Communauté |
| 38019      | 38550       | Auberives-sur-Varèze             | 1465                             | 7,05          | 208                                         | Vienne-2 Roussillon                                                                                           | Vienne                                           | Entre Bièvre et Rhône                    |
| 38020      | 38142       | Auris                            | 187                              | 11,21         | 17                                          | Oisans-Romanche Le Bourg-d’Oisans                                                                             | Grenoble                                         | Oisans                                   |
| 38225      | 38880       | Autrans-Méaudre en Vercors       | 3005                             | 77,89         | 39                                          | Fontaine-Vercors Villard-de-Lans                                                                              | Grenoble                                         | Massif du Vercors                        |
| 38023      | 38650       | Avignonet                        | 197                              | 8,41          | 23                                          | Matheysine-Trièves Monestier-de-Clermont                                                                      | Grenoble                                         | Trièves                                  |
| 38027      | 38530       | Barraux                          | 2002                             | 11,13         | 180                                         | Haut-Grésivaudan Le Touvet                                                                                    | Grenoble                                         | Le Grésivaudan                           |
| 38030      | 38140       | Beaucroissant                    | 1843                             | 11,18         | 165                                         | Tullins Rives                                                                                                 | Grenoble                                         | Bièvre Est                               |
| 38031      | 38970       | Beaufin                          | 20                               | 6,36          | 3                                           | Matheysine-Trièves Corps                                                                                      | Grenoble                                         | Matheysine                               |
| 38032      | 38270       | Beaufort                         | 576                              | 8,69          | 66                                          | Bièvre Roybon                                                                                                 | Vienne Grenoble                                  | Bièvre Isère                             |
| 38033      | 38470       | Beaulieu                         | 630                              | 8,79          | 72                                          | Le Sud Grésivaudan Saint-Marcellin                                                                            | Grenoble                                         | Saint-Marcellin Vercors Isère Communauté |
| 38034      | 38270       | Beaurepaire                      | 5007                             | 18,46         | 271                                         | Roussillon Beaurepaire                                                                                        | Vienne                                           | Entre Bièvre et Rhône                    |
| 38035      | 38440       | Beauvoir-de-Marc                 | 1103                             | 11,27         | 98                                          | Bièvre Saint-Jean-de-Bournay                                                                                  | Vienne                                           | Bièvre Isère                             |
| 38036      | 38160       | Beauvoir-en-Royans               | 96                               | 2,10          | 46                                          | Le Sud Grésivaudan Pont-en-Royans                                                                             | Grenoble                                         | Saint-Marcellin Vercors Isère Communauté |
| 38037      | 38270       | Bellegarde-Poussieu              | 1015                             | 16,79         | 60                                          | Roussillon Beaurepaire                                                                                        | Vienne                                           | Entre Bièvre et Rhône                    |
| 38038      | 38690       | Belmont                          | 624                              | 6,51          | 96                                          | Le Grand-Lemps                                                                                                | La Tour-du-Pin                                   | Les Vals du Dauphiné                     |
| 38039      | 38190       | Bernin                           | 3230                             | 7,67          | 421                                         | Le Moyen Grésivaudan Saint-Ismier                                                                             | Grenoble                                         | Le Grésivaudan                           |
| 38040      | 38142       | Besse                            | 153                              | 25,46         | 6                                           | Oisans-Romanche Le Bourg-d’Oisans                                                                             | Grenoble                                         | Oisans                                   |
| 38041      | 38160       | Bessins                          | 117                              | 4,65          | 25                                          | Le Sud Grésivaudan Saint-Marcellin                                                                            | Grenoble                                         | Saint-Marcellin Vercors Isère Communauté |
| 38042      | 38690       | Bévenais                         | 1042                             | 14,08         | 74                                          | Le Grand-Lemps                                                                                                | La Tour-du-Pin                                   | Bièvre Est                               |
| 38043      | 38850       | Bilieu                           | 1601                             | 6,71          | 239                                         | Le Grand-Lemps Virieu                                                                                         | La Tour-du-Pin                                   | Pays Voironnais                          |
| 38044      | 38690       | Biol                             | 1536                             | 15,51         | 99                                          | Le Grand-Lemps                                                                                                | La Tour-du-Pin                                   | Les Vals du Dauphiné                     |
| 38045      | 38330       | Biviers                          | 2327                             | 6,17          | 377                                         | Meylan Saint-Ismier                                                                                           | Grenoble                                         | Le Grésivaudan                           |
| 38046      | 38690       | Bizonnes                         | 1028                             | 11,04         | 93                                          | Le Grand-Lemps                                                                                                | La Tour-du-Pin                                   | Bièvre Est                               |
| 38047      | 38730       | Blandin                          | 156                              | 4,26          | 37                                          | Le Grand-Lemps Virieu                                                                                         | La Tour-du-Pin                                   | Les Vals du Dauphiné                     |
| 38048      | 38090       | Bonnefamille                     | 1094                             | 9,43          | 116                                         | La Verpillière                                                                                                | La Tour-du-Pin                                   | Collines Isère Nord Communauté           |
| 38049      | 38260       | Bossieu                          | 327                              | 13,48         | 24                                          | Bièvre La Côte-Saint-André                                                                                    | Vienne                                           | Bièvre Isère                             |
| 38051      | 38150       | Bougé-Chambalud                  | 1469                             | 15,85         | 93                                          | Roussillon | Vienne                                           | Entre Bièvre et Rhône                    |
| 38053      | 38300       | Bourgoin-Jallieu                 | 29.816                           | 24,37         | 1223                                        | Bourgoin-Jallieu Bourgoin-Jallieu-Nord Bourgoin-Jallieu-Sud                                                   | La Tour-du-Pin                                   | Porte de l’Isère                         |
| 38054      | 38390       | Bouvesse-Quirieu                 | 1493                             | 17,51         | 85                                          | Morestel | La Tour-du-Pin                                   | Les Balcons du Dauphiné                  |
| 38055      | 38510       | Brangues                         | 620                              | 11,67         | 53                                          | Morestel | La Tour-du-Pin                                   | Les Balcons du Dauphiné                  |
| 38056      | 38870       | Bressieux                        | 91                               | 0,89          | 102                                         | Bièvre Saint-Étienne-de-Saint-Geoirs                                                                          | Vienne Grenoble                                  | Bièvre Isère                             |
| 38057      | 38320       | Bresson                          | 671                              | 2,78          | 241                                         | Échirolles Échirolles-Est                                                                                     | Grenoble                                         | Grenoble-Alpes-Métropole                 |
| 38058      | 38590       | Brézins                          | 2282                             | 8,26          | 276                                         | Bièvre Saint-Étienne-de-Saint-Geoirs                                                                          | Vienne Grenoble                                  | Bièvre Isère                             |
| 38059      | 38320       | Brié-et-Angonnes                 | 2509                             | 9,70          | 259                                         | Le Pont-de-Claix Vizille                                                                                      | Grenoble                                         | Grenoble-Alpes-Métropole                 |
| 38060      | 38590       | Brion                            | 142                              | 3,94          | 36                                          | Bièvre Saint-Étienne-de-Saint-Geoirs                                                                          | Vienne Grenoble                                  | Bièvre Isère                             |
| 38063      | 38690       | Burcin                           | 439                              | 6,69          | 66                                          | Le Grand-Lemps                                                                                                | La Tour-du-Pin                                   | Bièvre Est                               |
| 38064      | 38110       | Cessieu                          | 3257                             | 14,35         | 227                                         | La Tour-du-Pin                                                                                                | La Tour-du-Pin                                   | Les Vals du Dauphiné                     |
| 38065      | 38690       | Châbons                          | 2152                             | 18,14         | 119                                         | Le Grand-Lemps                                                                                                | La Tour-du-Pin                                   | Bièvre Est                               |
| 38066      | 38122       | Chalon                           | 169                              | 5,20          | 33                                          | Roussillon Beaurepaire                                                                                        | Vienne                                           | Entre Bièvre et Rhône                    |
| 38067      | 38460       | Chamagnieu                       | 1775                             | 13,70         | 130                                         | La Verpillière Crémieu                                                                                        | La Tour-du-Pin                                   | Les Balcons du Dauphiné                  |
| 38068      | 38800       | Champagnier                      | 1506                             | 6,61          | 228                                         | Le Pont-de-Claix Vizille                                                                                      | Grenoble                                         | Grenoble-Alpes-Métropole                 |
| 38069      | 38260       | Champier                         | 1583                             | 14,43         | 110                                         | Bièvre La Côte-Saint-André                                                                                    | Vienne                                           | Bièvre Isère                             |
| 38071      | 38560       | Champ-sur-Drac                   | 3344                             | 8,92          | 375                                         | Le Pont-de-Claix Vizille                                                                                      | Grenoble                                         | Grenoble-Alpes-Métropole                 |
| 38567      | 38410       | Chamrousse                       | 438                              | 13,29         | 33                                          | Oisans-Romanche Domène Vizille                                                                                | Grenoble                                         | Le Grésivaudan                           |
| 38072      | 38150       | Chanas                           | 2714                             | 11,65         | 233                                         | Roussillon | Vienne                                           | Entre Bièvre et Rhône                    |
| 38073      | 38740       | Chantepérier                     | 211                              | 81,40         | 3                                           | Matheysine-Trièves                                                                                            | Grenoble                                         | Matheysine                               |
| 38074      | 38470       | Chantesse                        | 393                              | 5,83          | 67                                          | Le Sud Grésivaudan Vinay                                                                                      | Grenoble                                         | Saint-Marcellin Vercors Isère Communauté |
| 38075      | 38530       | Chapareillan                     | 3049                             | 30,28         | 101                                         | Haut-Grésivaudan Le Touvet                                                                                    | Grenoble                                         | Le Grésivaudan                           |
| 38080      | 38490       | Charancieu                       | 748                              | 5,53          | 135                                         | Chartreuse-Guiers Saint-Geoire-en-Valdaine                                                                    | La Tour-du-Pin                                   | Pays Voironnais                          |
| 38081      | 38790       | Charantonnay                     | 1993                             | 11,00         | 181                                         | La Verpillière Heyrieux                                                                                       | Vienne                                           | Collines Isère Nord Communauté           |
| 38082      | 38850       | Charavines                       | 2014                             | 7,52          | 268                                         | Le Grand-Lemps Virieu                                                                                         | La Tour-du-Pin                                   | Pays Voironnais                          |
| 38083      | 38390       | Charette                         | 435                              | 11,26         | 39                                          | Morestel | La Tour-du-Pin                                   | Les Balcons du Dauphiné                  |
| 38084      | 38140       | Charnècles                       | 1462                             | 5,23          | 280                                         | Tullins Rives                                                                                                 | Grenoble                                         | Pays Voironnais                          |
| 38085      | 38230       | Charvieu-Chavagneux              | 10.459                           | 8,65          | 1209                                        | Charvieu-Chavagneux Pont-de-Chéruy                                                                            | La Tour-du-Pin Vienne                            | Lyon Saint Exupéry en Dauphiné           |
| 38086      | 38470       | Chasselay                        | 429                              | 9,45          | 45                                          | Le Sud Grésivaudan Vinay                                                                                      | Grenoble                                         | Saint-Marcellin Vercors Isère Communauté |
| 38087      | 38670       | Chasse-sur-Rhône                 | 6484                             | 7,91          | 820                                         | Vienne-1 Vienne-Nord                                                                                          | Vienne                                           | Vienne Condrieu                          |
| 38089      | 38730       | Chassignieu                      | 226                              | 5,17          | 44                                          | Le Grand-Lemps Virieu                                                                                         | La Tour-du-Pin                                   | Les Vals du Dauphiné                     |
| 38090      | 38650       | Château-Bernard                  | 286                              | 18,27         | 16                                          | Matheysine-Trièves Monestier-de-Clermont                                                                      | Grenoble                                         | Trièves                                  |
| 38091      | 38300       | Châteauvilain                    | 744                              | 8,82          | 84                                          | Bourgoin-Jallieu Bourgoin-Jallieu-Sud                                                                         | La Tour-du-Pin                                   | Porte de l’Isère                         |
| 38456      | 38710       | Châtel-en-Trièves                | 491                              | 47,60         | 10                                          | Matheysine-Trièves Goncelin                                                                                   | Grenoble                                         | Trièves                                  |
| 38092      | 38680       | Châtelus                         | 94                               | 12,30         | 8                                           | Le Sud Grésivaudan Pont-en-Royans                                                                             | Grenoble                                         | Saint-Marcellin Vercors Isère Communauté |
| 38093      | 38980       | Châtenay                         | 432                              | 4,62          | 94                                          | Bièvre Roybon                                                                                                 | Vienne Grenoble                                  | Bièvre Isère                             |
| 38094      | 38440       | Châtonnay                        | 1958                             | 31,84         | 61                                          | Bièvre Saint-Jean-de-Bournay                                                                                  | Vienne                                           | Bièvre Isère                             |
| 38095      | 38160       | Chatte                           | 2476                             | 22,81         | 109                                         | Le Sud Grésivaudan Saint-Marcellin                                                                            | Grenoble                                         | Saint-Marcellin Vercors Isère Communauté |
| 38097      | 38230       | Chavanoz                         | 5090                             | 8,24          | 618                                         | Charvieu-Chavagneux Pont-de-Chéruy                                                                            | La Tour-du-Pin Vienne                            | Lyon Saint Exupéry en Dauphiné           |
| 38098      | 38730       | Chélieu                          | 739                              | 10,13         | 73                                          | Le Grand-Lemps Virieu                                                                                         | La Tour-du-Pin                                   | Les Vals du Dauphiné                     |
| 38099      | 38160       | Chevrières                       | 737                              | 16,62         | 44                                          | Le Sud Grésivaudan Saint-Marcellin                                                                            | Grenoble                                         | Saint-Marcellin Vercors Isère Communauté |
| 38101      | 38550       | Cheyssieu                        | 1051                             | 8,55          | 123                                         | Vienne-2 Roussillon                                                                                           | Vienne                                           | Entre Bièvre et Rhône                    |
| 38102      | 38300       | Chèzeneuve                       | 650                              | 6,79          | 96                                          | L’Isle-d’Abeau La Verpillière                                                                                 | La Tour-du-Pin                                   | Porte de l’Isère                         |
| 38103      | 38930       | Chichilianne                     | 326                              | 62,48         | 5                                           | Matheysine-Trièves Clelles                                                                                    | Grenoble                                         | Trièves                                  |
| 38104      | 38490       | Chimilin                         | 1396                             | 9,66          | 145                                         | Chartreuse-Guiers Le Pont-de-Beauvoisin                                                                       | La Tour-du-Pin                                   | Les Vals du Dauphiné                     |
| 38105      | 38850       | Chirens                          | 2510                             | 17,53         | 143                                         | Le Grand-Lemps Voiron                                                                                         | Grenoble                                         | Pays Voironnais                          |
| 38106      | 38220       | Cholonge                         | 344                              | 8,92          | 39                                          | Matheysine-Trièves La Mure                                                                                    | Grenoble                                         | Matheysine                               |
| 38107      | 38121       | Chonas-l’Amballan                | 1691                             | 7,41          | 228                                         | Vienne-2 Vienne-Sud                                                                                           | Vienne                                           | Vienne Condrieu                          |
| 38108      | 38680       | Choranche                        | 140                              | 10,63         | 13                                          | Le Sud Grésivaudan Pont-en-Royans                                                                             | Grenoble                                         | Saint-Marcellin Vercors Isère Communauté |
| 38109      | 38460       | Chozeau                          | 998                              | 8,20          | 122                                         | Charvieu-Chavagneux Crémieu                                                                                   | La Tour-du-Pin                                   | Les Balcons du Dauphiné                  |
| 38110      | 38200       | Chuzelles                        | 2347                             | 13,03         | 180                                         | Vienne-1 Vienne-Nord                                                                                          | Vienne                                           | Vienne Condrieu                          |
| 38111      | 38640       | Claix                            | 7840                             | 24,12         | 325                                         | Fontaine-Seyssinet Vif                                                                                        | Grenoble                                         | Grenoble-Alpes-Métropole                 |
| 38112      | 38142       | Clavans-en-Haut-Oisans           | 81                               | 15,58         | 5                                           | Oisans-Romanche Le Bourg-d’Oisans                                                                             | Grenoble                                         | Oisans                                   |
| 38113      | 38930       | Clelles                          | 576                              | 20,88         | 28                                          | Matheysine-Trièves Clelles                                                                                    | Grenoble                                         | Trièves                                  |
| 38114      | 38550       | Clonas-sur-Varèze                | 1541                             | 6,83          | 226                                         | Vienne-2 Roussillon                                                                                           | Vienne                                           | Entre Bièvre et Rhône                    |
| 38116      | 38350       | Cognet                           | 36                               | 1,80          | 20                                          | Matheysine-Trièves La Mure                                                                                    | Grenoble                                         | Matheysine                               |
| 38117      | 38470       | Cognin-les-Gorges                | 619                              | 12,52         | 49                                          | Le Sud Grésivaudan Vinay                                                                                      | Grenoble                                         | Saint-Marcellin Vercors Isère Communauté |
| 38118      | 38690       | Colombe                          | 1803                             | 13,23         | 136                                         | Le Grand-Lemps                                                                                                | La Tour-du-Pin                                   | Bièvre Est                               |
| 38124      | 38630       | Corbelin                         | 2368                             | 12,00         | 197                                         | Morestel Le Pont-de-Beauvoisin                                                                                | La Tour-du-Pin                                   | Les Balcons du Dauphiné                  |
| 38126      | 38700       | Corenc                           | 4177                             | 6,50          | 643                                         | Meylan | Grenoble                                         | Grenoble-Alpes-Métropole                 |
| 38127      | 38710       | Cornillon-en-Trièves             | 169                              | 13,92         | 12                                          | Matheysine-Trièves Mens                                                                                       | Grenoble                                         | Trièves                                  |
| 38128      | 38970       | Corps                            | 424                              | 11,22         | 38                                          | Matheysine-Trièves Corps                                                                                      | Grenoble                                         | Matheysine                               |
| 38129      | 38250       | Corrençon-en-Vercors             | 368                              | 39,34         | 9                                           | Fontaine-Vercors Villard-de-Lans                                                                              | Grenoble                                         | Massif du Vercors                        |
| 38133      | 38500       | Coublevie                        | 5409                             | 7,05          | 767                                         | Voiron | Grenoble                                         | Pays Voironnais                          |
| 38134      | 38122       | Cour-et-Buis                     | 926                              | 13,73         | 67                                          | Roussillon Beaurepaire                                                                                        | Vienne                                           | Entre Bièvre et Rhône                    |
| 38135      | 38510       | Courtenay                        | 1288                             | 32,08         | 40                                          | Morestel | La Tour-du-Pin                                   | Les Balcons du Dauphiné                  |
| 38136      | 38300       | Crachier                         | 590                              | 3,64          | 162                                         | L’Isle-d’Abeau Bourgoin-Jallieu-Sud                                                                           | La Tour-du-Pin                                   | Porte de l’Isère                         |
| 38137      | 38210       | Cras                             | 418                              | 5,43          | 77                                          | Le Sud Grésivaudan Tullins                                                                                    | Grenoble                                         | Saint-Marcellin Vercors Isère Communauté |
| 38138      | 38460       | Crémieu                          | 3543                             | 6,14          | 577                                         | Charvieu-Chavagneux Crémieu                                                                                   | La Tour-du-Pin                                   | Les Balcons du Dauphiné                  |
| 38439      | 38570       | Crêts en Belledonne              | 3430                             | 33,80         | 101                                         | Haut-Grésivaudan Allevard                                                                                     | Grenoble                                         | Le Grésivaudan                           |
| 38139      | 38510       | Creys-Mépieu                     | 1576                             | 28,99         | 54                                          | Morestel | La Tour-du-Pin                                   | Les Balcons du Dauphiné                  |
| 38140      | 38920       | Crolles                          | 8463                             | 14,21         | 596                                         | Le Moyen Grésivaudan Le Touvet                                                                                | Grenoble                                         | Le Grésivaudan                           |
| 38141      | 38300       | Culin                            | 785                              | 7,32          | 107                                         | L’Isle-d’Abeau Saint-Jean-de-Bournay                                                                          | Vienne                                           | Bièvre Isère                             |
| 38144      | 38790       | Diémoz                           | 2915                             | 13,72         | 212                                         | La Verpillière Heyrieux                                                                                       | Vienne                                           | Collines Isère Nord Communauté           |
| 38146      | 38460       | Dizimieu                         | 818                              | 9,74          | 84                                          | Charvieu-Chavagneux Crémieu                                                                                   | La Tour-du-Pin                                   | Les Balcons du Dauphiné                  |
| 38147      | 38730       | Doissin                          | 879                              | 8,45          | 104                                         | Le Grand-Lemps Virieu                                                                                         | La Tour-du-Pin                                   | Les Vals du Dauphiné                     |
| 38148      | 38110       | Dolomieu                         | 3188                             | 13,32         | 239                                         | La Tour-du-Pin                                                                                                | La Tour-du-Pin                                   | Les Vals du Dauphiné                     |
| 38149      | 38300       | Domarin                          | 1670                             | 2,99          | 559                                         | Bourgoin-Jallieu Bourgoin-Jallieu-Sud                                                                         | La Tour-du-Pin                                   | Porte de l’Isère                         |
| 38150      | 38420       | Domène                           | 6777                             | 5,29          | 1281                                        | Meylan Domène                                                                                                 | Grenoble                                         | Grenoble-Alpes-Métropole                 |
| 38151      | 38130       | Échirolles                       | 36.708                           | 7,86          | 4670                                        | Échirolles Échirolles-Est Échirolles-Ouest                                                                    | Grenoble                                         | Grenoble-Alpes-Métropole                 |
| 38152      | 38300       | Eclose-Badinières                | 1510                             | 16,28         | 93                                          | Bourgoin-Jallieu Saint-Jean-de-Bournay                                                                        | La Tour-du-Pin Vienne                            | Porte de l’Isère                         |
| 38153      | 38360       | Engins                           | 429                              | 20,64         | 21                                          | Fontaine-Vercors Villard-de-Lans                                                                              | Grenoble                                         | Massif du Vercors                        |
| 38154      | 38740       | Entraigues                       | 225                              | 21,66         | 10                                          | Matheysine-Trièves Valbonnais                                                                                 | Grenoble                                         | Matheysine                               |
| 38155      | 38380       | Entre-deux-Guiers                | 1897                             | 10,55         | 180                                         | Chartreuse-Guiers Saint-Laurent-du-Pont                                                                       | Grenoble                                         | Cœur de Chartreuse                       |
| 38157      | 38780       | Estrablin                        | 3682                             | 20,69         | 178                                         | Vienne-2 Vienne-Sud                                                                                           | Vienne                                           | Vienne Condrieu                          |
| 38158      | 38320       | Eybens                           | 10.095                           | 4,50          | 2243                                        | Échirolles Eybens                                                                                             | Grenoble                                         | Grenoble-Alpes-Métropole                 |
| 38159      | 38690       | Eydoche                          | 541                              | 5,58          | 97                                          | Le Grand-Lemps                                                                                                | La Tour-du-Pin                                   | Bièvre Est                               |
| 38160      | 38780       | Eyzin-Pinet                      | 2301                             | 28,44         | 81                                          | Vienne-2 Vienne-Sud                                                                                           | Vienne                                           | Vienne Condrieu                          |
| 38161      | 38260       | Faramans                         | 1148                             | 10,79         | 106                                         | Bièvre La Côte-Saint-André                                                                                    | Vienne                                           | Bièvre Isère                             |
| 38162      | 38110       | Faverges-de-la-Tour              | 1482                             | 7,67          | 193                                         | La Tour-du-Pin                                                                                                | La Tour-du-Pin                                   | Les Vals du Dauphiné                     |
| 38167      | 38690       | Flachères                        | 568                              | 4,94          | 115                                         | Le Grand-Lemps                                                                                                | La Tour-du-Pin                                   | Bièvre Est                               |
| 38169      | 38600       | Fontaine                         | 22.471                           | 6,74          | 3334                                        | Fontaine-Seyssinet Fontaine-Vercors Fontaine-Sassenage Fontaine-Seyssinet                                     | Grenoble                                         | Grenoble-Alpes-Métropole                 |
| 38170      | 38120       | Fontanil-Cornillon               | 3410                             | 5,50          | 620                                         | Grenoble-2 Saint-Égrève                                                                                       | Grenoble                                         | Grenoble-Alpes-Métropole                 |
| 38172      | 38080       | Four                             | 1672                             | 11,82         | 141                                         | L’Isle-d’Abeau La Verpillière                                                                                 | La Tour-du-Pin                                   | Porte de l’Isère                         |
| 38175      | 38190       | Froges                           | 3334                             | 6,43          | 519                                         | Haut-Grésivaudan Goncelin                                                                                     | Grenoble                                         | Le Grésivaudan                           |
| 38176      | 38290       | Frontonas                        | 2116                             | 12,65         | 167                                         | La Verpillière Crémieu                                                                                        | La Tour-du-Pin                                   | Les Balcons du Dauphiné                  |
| 38179      | 38610       | Gières                           | 7353                             | 6,93          | 1061                                        | Saint-Martin-d’Hères Eybens                                                                                   | Grenoble                                         | Grenoble-Alpes-Métropole                 |
| 38180      | 38260       | Gillonnay                        | 1020                             | 14,29         | 71                                          | Bièvre La Côte-Saint-André                                                                                    | Vienne                                           | Bièvre Isère                             |
| 38181      | 38570       | Goncelin                         | 2452                             | 14,36         | 171                                         | Haut-Grésivaudan Goncelin                                                                                     | Grenoble                                         | Le Grésivaudan                           |
| 38183      | 38490       | Granieu                          | 516                              | 3,73          | 138                                         | Chartreuse-Guiers Le Pont-de-Beauvoisin                                                                       | La Tour-du-Pin                                   | Les Vals du Dauphiné                     |
| 38184      | 38540       | Grenay                           | 1632                             | 7,20          | 227                                         | La Verpillière Heyrieux                                                                                       | Vienne                                           | Collines Isère Nord Communauté           |
| 38185      | 38000 38100 | Grenoble                         | 156.389                          | 18,13         | 8626                                        | Grenoble-1 Grenoble-2 Grenoble-3 Grenoble-4 Grenoble-1 Grenoble-2 Grenoble-3 Grenoble-4 Grenoble-5 Grenoble-6 | Grenoble                                         | Grenoble-Alpes-Métropole                 |
| 38186      | 38650       | Gresse-en-Vercors                | 356                              | 81,13         | 4                                           | Matheysine-Trièves Monestier-de-Clermont                                                                      | Grenoble                                         | Trièves                                  |
| 38188      | 38320       | Herbeys                          | 1388                             | 7,73          | 180                                         | Le Pont-de-Claix Eybens                                                                                       | Grenoble                                         | Grenoble-Alpes-Métropole                 |
| 38189      | 38540       | Heyrieux                         | 4824                             | 13,95         | 346                                         | La Verpillière Heyrieux                                                                                       | Vienne                                           | Collines Isère Nord Communauté           |
| 38190      | 38118       | Hières-sur-Amby                  | 1198                             | 8,73          | 137                                         | Charvieu-Chavagneux Crémieu                                                                                   | La Tour-du-Pin                                   | Les Balcons du Dauphiné                  |
| 38191      | 38750       | Huez                             | 1264                             | 14,16         | 89                                          | Oisans-Romanche Le Bourg-d’Oisans                                                                             | Grenoble                                         | Oisans                                   |
| 38192      | 38570       | Hurtières                        | 220                              | 3,35          | 66                                          | Haut-Grésivaudan Goncelin                                                                                     | Grenoble                                         | Le Grésivaudan                           |
| 38194      | 38140       | Izeaux                           | 2138                             | 15,54         | 138                                         | Le Grand-Lemps Rives                                                                                          | Grenoble                                         | Bièvre Est                               |
| 38195      | 38160       | Izeron                           | 781                              | 17,19         | 45                                          | Le Sud Grésivaudan Pont-en-Royans                                                                             | Grenoble                                         | Saint-Marcellin Vercors Isère Communauté |
| 38197      | 38280       | Janneyrias                       | 1911                             | 10,52         | 182                                         | Charvieu-Chavagneux Pont-de-Chéruy                                                                            | La Tour-du-Pin Vienne                            | Lyon Saint Exupéry en Dauphiné           |
| 38198      | 38270       | Jarcieu                          | 1135                             | 6,31          | 180                                         | Roussillon Beaurepaire                                                                                        | Vienne                                           | Entre Bièvre et Rhône                    |
| 38199      | 38200       | Jardin                           | 2156                             | 9,25          | 233                                         | Vienne-2 Vienne-Sud                                                                                           | Vienne                                           | Vienne Condrieu                          |
| 38200      | 38560       | Jarrie                           | 3925                             | 13,26         | 296                                         | Le Pont-de-Claix Vizille                                                                                      | Grenoble                                         | Grenoble-Alpes-Métropole                 |
| 38004      | 38470       | L’Albenc                         | 1275                             | 9,86          | 129                                         | Le Sud Grésivaudan Vinay                                                                                      | Grenoble                                         | Saint-Marcellin Vercors Isère Communauté |
| 38193      | 38080       | L’Isle-d’Abeau                   | 17.096                           | 9,11          | 1877                                        | L’Isle-d’Abeau                                                                                                | La Tour-du-Pin                                   | Porte de l’Isère                         |
| 38026      | 38390       | La Balme-les-Grottes             | 1157                             | 14,61         | 79                                          | Morestel Crémieu                                                                                              | La Tour-du-Pin                                   | Les Balcons du Dauphiné                  |
| 38029      | 38110       | La Bâtie-Montgascon              | 2025                             | 8,43          | 240                                         | La Tour-du-Pin Le Pont-de-Beauvoisin                                                                          | La Tour-du-Pin                                   | Les Vals du Dauphiné                     |
| 38061      | 38500       | La Buisse                        | 3499                             | 11,53         | 303                                         | Voiron | Grenoble                                         | Pays Voironnais                          |
| 38062      | 38530       | La Buissière                     | 791                              | 7,71          | 103                                         | Haut-Grésivaudan Le Touvet                                                                                    | Grenoble                                         | Le Grésivaudan                           |
| 38076      | 38110       | La Chapelle-de-la-Tour           | 1936                             | 9,04          | 214                                         | La Tour-du-Pin                                                                                                | La Tour-du-Pin                                   | Les Vals du Dauphiné                     |
| 38077      | 38150       | La Chapelle-de-Surieu            | 761                              | 11,22         | 68                                          | Roussillon | Vienne                                           | Entre Bièvre et Rhône                    |
| 38078      | 38580       | La Chapelle-du-Bard              | 536                              | 27,71         | 19                                          | Haut-Grésivaudan Allevard                                                                                     | Grenoble                                         | Le Grésivaudan                           |
| 38120      | 38190       | La Combe-de-Lancey               | 730                              | 18,55         | 39                                          | Le Moyen Grésivaudan Domène                                                                                   | Grenoble                                         | Le Grésivaudan                           |
| 38130      | 38260       | La Côte-Saint-André              | 4793                             | 27,93         | 172                                         | Bièvre La Côte-Saint-André                                                                                    | Vienne                                           | Bièvre Isère                             |
| 38166      | 38530       | La Flachère                      | 456                              | 2,85          | 160                                         | Haut-Grésivaudan Le Touvet                                                                                    | Grenoble                                         | Le Grésivaudan                           |
| 38171      | 38590       | La Forteresse                    | 337                              | 9,22          | 37                                          | Bièvre Saint-Étienne-de-Saint-Geoirs                                                                          | Vienne Grenoble                                  | Bièvre Isère                             |
| 38174      | 38260       | La Frette                        | 1092                             | 11,80         | 93                                          | Bièvre Saint-Étienne-de-Saint-Geoirs                                                                          | Vienne Grenoble                                  | Bièvre Isère                             |
| 38177      | 38520       | La Garde                         | 97                               | 9,09          | 11                                          | Oisans-Romanche Le Bourg-d’Oisans                                                                             | Grenoble                                         | Oisans                                   |
| 38264      | 38350       | La Morte                         | 139                              | 19,45         | 7                                           | Oisans-Romanche Valbonnais                                                                                    | Grenoble                                         | Matheysine                               |
| 38265      | 38770       | La Motte-d’Aveillans             | 1727                             | 9,78          | 177                                         | Matheysine-Trièves La Mure                                                                                    | Grenoble                                         | Matheysine                               |
| 38266      | 38770       | La Motte-Saint-Martin            | 454                              | 14,64         | 31                                          | Matheysine-Trièves La Mure                                                                                    | Grenoble                                         | Matheysine                               |
| 38269      | 38350       | La Mure                          | 4940                             | 8,33          | 593                                         | Matheysine-Trièves La Mure                                                                                    | Grenoble                                         | Matheysine                               |
| 38270      | 38140       | La Murette                       | 1838                             | 4,22          | 436                                         | Voiron Rives                                                                                                  | Grenoble                                         | Pays Voironnais                          |
| 38303      | 38570       | La Pierre                        | 648                              | 3,31          | 196                                         | Haut-Grésivaudan Goncelin                                                                                     | Grenoble                                         | Le Grésivaudan                           |
| 38338      | 38210       | La Rivière                       | 725                              | 18,45         | 39                                          | Le Sud Grésivaudan Tullins                                                                                    | Grenoble                                         | Saint-Marcellin Vercors Isère Communauté |
| 38469      | 38970       | La Salette-Fallavaux             | 82                               | 22,29         | 4                                           | Matheysine-Trièves Corps                                                                                      | Grenoble                                         | Matheysine                               |
| 38470      | 38350       | La Salle-en-Beaumont             | 347                              | 9,26          | 37                                          | Matheysine-Trièves Corps                                                                                      | Grenoble                                         | Matheysine                               |
| 38495      | 38840       | La Sône                          | 614                              | 2,95          | 208                                         | Le Sud Grésivaudan Saint-Marcellin                                                                            | Grenoble                                         | Saint-Marcellin Vercors Isère Communauté |
| 38407      | 38134       | La Sure en Chartreuse            | 1060                             | 27,73         | 38                                          | Voiron | Grenoble                                         | Pays Voironnais                          |
| 38503      | 38660       | La Terrasse                      | 2463                             | 9,47          | 260                                         | Le Moyen Grésivaudan Le Touvet                                                                                | Grenoble                                         | Le Grésivaudan                           |
| 38509      | 38110       | La Tour-du-Pin                   | 8123                             | 4,77          | 1703                                        | La Tour-du-Pin                                                                                                | La Tour-du-Pin                                   | Les Vals du Dauphiné                     |
| 38516      | 38700       | La Tronche                       | 6447                             | 6,42          | 1004                                        | Meylan | Grenoble                                         | Grenoble-Alpes-Métropole                 |
| 38521      | 38350       | La Valette                       | 64                               | 7,87          | 8                                           | Matheysine-Trièves Valbonnais                                                                                 | Grenoble                                         | Matheysine                               |
| 38537      | 38290       | La Verpillière                   | 7643                             | 6,64          | 1151                                        | La Verpillière                                                                                                | La Tour-du-Pin                                   | Porte de l’Isère                         |
| 38203      | 38220       | Laffrey                          | 468                              | 6,72          | 70                                          | Matheysine-Trièves Vizille                                                                                    | Grenoble                                         | Matheysine                               |
| 38204      | 38930       | Lalley                           | 183                              | 23,65         | 8                                           | Matheysine-Trièves Clelles                                                                                    | Grenoble                                         | Trièves                                  |
| 38205      | 38250       | Lans-en-Vercors                  | 2698                             | 38,67         | 70                                          | Fontaine-Vercors Villard-de-Lans                                                                              | Grenoble                                         | Massif du Vercors                        |
| 38206      | 38190       | Laval-en-Belledonne              | 1009                             | 25,33         | 40                                          | Le Moyen Grésivaudan Domène                                                                                   | Grenoble                                         | Le Grésivaudan                           |
| 38207      | 38350       | Lavaldens                        | 161                              | 41,40         | 4                                           | Matheysine-Trièves Valbonnais                                                                                 | Grenoble                                         | Matheysine                               |
| 38208      | 38710       | Lavars                           | 164                              | 14,80         | 11                                          | Matheysine-Trièves Mens                                                                                       | Grenoble                                         | Trièves                                  |
| 38050      | 38510       | Le Bouchage                      | 648                              | 11,20         | 58                                          | Morestel | La Tour-du-Pin                                   | Les Balcons du Dauphiné                  |
| 38052      | 38520       | Le Bourg-d’Oisans                | 2840                             | 35,75         | 79                                          | Oisans-Romanche Le Bourg-d’Oisans                                                                             | Grenoble                                         | Oisans                                   |
| 38070      | 38190       | Le Champ-près-Froges             | 1317                             | 4,83          | 273                                         | Haut-Grésivaudan Goncelin                                                                                     | Grenoble                                         | Le Grésivaudan                           |
| 38100      | 38570       | Le Cheylas                       | 2372                             | 8,44          | 281                                         | Haut-Grésivaudan Goncelin                                                                                     | Grenoble                                         | Le Grésivaudan                           |
| 38173      | 38142       | Le Freney-d’Oisans               | 255                              | 14,54         | 18                                          | Oisans-Romanche Le Bourg-d’Oisans                                                                             | Grenoble                                         | Oisans                                   |
| 38182      | 38690       | Le Grand-Lemps                   | 3093                             | 12,90         | 240                                         | Le Grand-Lemps                                                                                                | La Tour-du-Pin                                   | Bièvre Est                               |
| 38187      | 38450       | Le Gua                           | 1883                             | 28,48         | 66                                          | Le Pont-de-Claix Vif                                                                                          | Grenoble                                         | Grenoble-Alpes-Métropole                 |
| 38163      | 38580       | Le Haut-Bréda                    | 459                              | 78,60         | 6                                           | Haut-Grésivaudan                                                                                              | Grenoble                                         | Le Grésivaudan                           |
| 38243      | 38930       | Le Monestier-du-Percy            | 256                              | 14,99         | 17                                          | Matheysine-Trièves Clelles                                                                                    | Grenoble                                         | Trièves                                  |
| 38268      | 38580       | Le Moutaret                      | 254                              | 5,29          | 48                                          | Haut-Grésivaudan Allevard                                                                                     | Grenoble                                         | Le Grésivaudan                           |
| 38296      | 38490       | Le Passage                       | 972                              | 6,68          | 146                                         | La Tour-du-Pin Virieu                                                                                         | La Tour-du-Pin                                   | Les Vals du Dauphiné                     |
| 38298      | 38550       | Le Péage-de-Roussillon           | 6587                             | 7,41          | 889                                         | Roussillon | Vienne                                           | Entre Bièvre et Rhône                    |
| 38315      | 38480       | Le Pont-de-Beauvoisin            | 3582                             | 7,36          | 487                                         | Chartreuse-Guiers Le Pont-de-Beauvoisin                                                                       | La Tour-du-Pin                                   | Les Vals du Dauphiné                     |
| 38317      | 38800       | Le Pont-de-Claix                 | 10.846                           | 5,60          | 1937                                        | Le Pont-de-Claix Vif                                                                                          | Grenoble                                         | Grenoble-Alpes-Métropole                 |
| 38471      | 38700       | Le Sappey-en-Chartreuse          | 1154                             | 15,13         | 76                                          | Meylan | Grenoble                                         | Grenoble-Alpes-Métropole                 |
| 38511      | 38660       | Le Touvet                        | 3115                             | 11,56         | 269                                         | Haut-Grésivaudan Le Touvet                                                                                    | Grenoble                                         | Le Grésivaudan                           |
| 38538      | 38420       | Le Versoud                       | 4940                             | 6,35          | 778                                         | Le Moyen Grésivaudan Domène                                                                                   | Grenoble                                         | Le Grésivaudan                           |
| 38209      | 38270       | Lentiol                          | 247                              | 7,60          | 33                                          | Bièvre Roybon                                                                                                 | Vienne Grenoble                                  | Bièvre Isère                             |
| 38001      | 38490       | Les Abrets en Dauphiné           | 6713                             | 27,41         | 245                                         | Chartreuse-Guiers Le Pont-de-Beauvoisin Saint-Geoire-en-Valdaine                                              | La Tour-du-Pin                                   | Les Vals du Dauphiné                     |
| 38002      | 38190       | Les Adrets                       | 1072                             | 16,15         | 66                                          | Haut-Grésivaudan Goncelin                                                                                     | Grenoble                                         | Le Grésivaudan                           |
| 38022      | 38630       | Les Avenières Veyrins-Thuellin   | 7699                             | 41,56         | 185                                         | Morestel | La Tour-du-Pin                                   | Les Balcons du Dauphiné                  |
| 38131      | 38138       | Les Côtes-d’Arey                 | 2023                             | 24,31         | 83                                          | Vienne-2 Vienne-Sud                                                                                           | Vienne                                           | Vienne Condrieu                          |
| 38132      | 38970       | Les Côtes-de-Corps               | 73                               | 9,83          | 7                                           | Matheysine-Trièves Corps                                                                                      | Grenoble                                         | Matheysine                               |
| 38253      | 38860       | Les Deux Alpes                   | 1920                             | 56,72         | 34                                          | Oisans-Romanche Le Bourg-d’Oisans                                                                             | Grenoble                                         | Oisans                                   |
| 38156      | 38300       | Les Éparres                      | 976                              | 7,95          | 123                                         | Bourgoin-Jallieu Bourgoin-Jallieu-Sud                                                                         | La Tour-du-Pin                                   | Porte de l’Isère                         |
| 38340      | 38370       | Les Roches-de-Condrieu           | 2031                             | 1,03          | 1972                                        | Vienne-2 Vienne-Sud                                                                                           | Vienne                                           | Entre Bièvre et Rhône                    |
| 38210      | 38460       | Leyrieu                          | 919                              | 6,39          | 144                                         | Charvieu-Chavagneux Crémieu                                                                                   | La Tour-du-Pin                                   | Les Balcons du Dauphiné                  |
| 38211      | 38440       | Lieudieu                         | 347                              | 5,94          | 58                                          | Bièvre Saint-Jean-de-Bournay                                                                                  | Vienne                                           | Bièvre Isère                             |
| 38212      | 38220       | Livet-et-Gavet                   | 1258                             | 46,54         | 27                                          | Oisans-Romanche Le Bourg-d’Oisans                                                                             | Grenoble                                         | Oisans                                   |
| 38213      | 38690       | Longechenal                      | 605                              | 8,12          | 75                                          | Le Grand-Lemps                                                                                                | Vienne La Tour-du-Pin                            | Bièvre Isère                             |
| 38214      | 38660       | Lumbin                           | 2157                             | 6,77          | 319                                         | Le Moyen Grésivaudan Le Touvet                                                                                | Grenoble                                         | Le Grésivaudan                           |
| 38215      | 38200       | Luzinay                          | 2438                             | 18,96         | 129                                         | Vienne-1 Vienne-Nord                                                                                          | Vienne                                           | Vienne Condrieu                          |
| 38216      | 38470       | Malleval-en-Vercors              | 56                               | 14,10         | 4                                           | Le Sud Grésivaudan Vinay                                                                                      | Grenoble                                         | Saint-Marcellin Vercors Isère Communauté |
| 38217      | 38350       | Marcieu                          | 68                               | 11,97         | 6                                           | Matheysine-Trièves La Mure                                                                                    | Grenoble                                         | Matheysine                               |
| 38218      | 38260       | Marcilloles                      | 1186                             | 9,50          | 125                                         | Bièvre Roybon                                                                                                 | Vienne Grenoble                                  | Bièvre Isère                             |
| 38219      | 38270       | Marcollin                        | 613                              | 10,69         | 57                                          | Bièvre Roybon                                                                                                 | Vienne Grenoble                                  | Bièvre Isère                             |
| 38221      | 38980       | Marnans                          | 132                              | 6,60          | 20                                          | Bièvre Roybon                                                                                                 | Vienne Grenoble                                  | Bièvre Isère                             |
| 38222      | 38620       | Massieu                          | 757                              | 10,46         | 72                                          | Le Grand-Lemps Saint-Geoire-en-Valdaine                                                                       | La Tour-du-Pin                                   | Pays Voironnais                          |
| 38223      | 38300       | Maubec                           | 1920                             | 8,57          | 224                                         | L’Isle-d’Abeau Bourgoin-Jallieu-Sud                                                                           | La Tour-du-Pin                                   | Porte de l’Isère                         |
| 38224      | 38350       | Mayres-Savel                     | 92                               | 12,51         | 7                                           | Matheysine-Trièves La Mure                                                                                    | Grenoble                                         | Matheysine                               |
| 38226      | 38710       | Mens                             | 1431                             | 28,29         | 51                                          | Matheysine-Trièves Mens                                                                                       | Grenoble                                         | Trièves                                  |
| 38228      | 38620       | Merlas                           | 466                              | 15,64         | 30                                          | Chartreuse-Guiers Saint-Geoire-en-Valdaine                                                                    | La Tour-du-Pin                                   | Pays Voironnais                          |
| 38229      | 38240       | Meylan                           | 18.790                           | 12,32         | 1525                                        | Meylan | Grenoble                                         | Grenoble-Alpes-Métropole                 |
| 38230      | 38300       | Meyrié                           | 1088                             | 3,43          | 317                                         | Bourgoin-Jallieu Bourgoin-Jallieu-Sud                                                                         | La Tour-du-Pin                                   | Porte de l’Isère                         |
| 38231      | 38440       | Meyrieu-les-Étangs               | 1029                             | 8,54          | 120                                         | L’Isle-d’Abeau Saint-Jean-de-Bournay                                                                          | Vienne                                           | Bièvre Isère                             |
| 38232      | 38440       | Meyssiez                         | 665                              | 13,88         | 48                                          | Bièvre Saint-Jean-de-Bournay                                                                                  | Vienne                                           | Vienne Condrieu                          |
| 38235      | 38450       | Miribel-Lanchâtre                | 450                              | 9,65          | 47                                          | Matheysine-Trièves Monestier-de-Clermont                                                                      | Grenoble                                         | Grenoble-Alpes-Métropole                 |
| 38236      | 38380       | Miribel-les-Échelles             | 1740                             | 29,34         | 59                                          | Chartreuse-Guiers Saint-Laurent-du-Pont                                                                       | Grenoble                                         | Cœur de Chartreuse                       |
| 38237      | 38142       | Mizoën                           | 192                              | 14,60         | 13                                          | Oisans-Romanche Le Bourg-d’Oisans                                                                             | Grenoble                                         | Oisans                                   |
| 38238      | 38440       | Moidieu-Détourbe                 | 1971                             | 18,04         | 109                                         | Vienne-1 Vienne-Sud                                                                                           | Vienne                                           | Vienne Condrieu                          |
| 38239      | 38430       | Moirans                          | 7573                             | 20,06         | 378                                         | Tullins Rives                                                                                                 | Grenoble                                         | Pays Voironnais                          |
| 38240      | 38270       | Moissieu-sur-Dolon               | 721                              | 14,38         | 50                                          | Roussillon Beaurepaire                                                                                        | Vienne                                           | Entre Bièvre et Rhône                    |
| 38241      | 38970       | Monestier-d’Ambel                | 14                               | 11,02         | 1                                           | Matheysine-Trièves Corps                                                                                      | Grenoble                                         | Matheysine                               |
| 38242      | 38650       | Monestier-de-Clermont            | 1463                             | 5,45          | 268                                         | Matheysine-Trièves Monestier-de-Clermont                                                                      | Grenoble                                         | Trièves                                  |
| 38244      | 38122       | Monsteroux-Milieu                | 782                              | 8,17          | 96                                          | Roussillon Beaurepaire                                                                                        | Vienne                                           | Entre Bièvre et Rhône                    |
| 38245      | 38160       | Montagne                         | 273                              | 8,78          | 31                                          | Le Sud Grésivaudan Saint-Marcellin                                                                            | Grenoble                                         | Saint-Marcellin Vercors Isère Communauté |
| 38246      | 38110       | Montagnieu                       | 1171                             | 8,83          | 133                                         | La Tour-du-Pin                                                                                                | La Tour-du-Pin                                   | Les Vals du Dauphiné                     |
| 38247      | 38390       | Montalieu-Vercieu                | 3508                             | 8,66          | 405                                         | Morestel | La Tour-du-Pin                                   | Les Balcons du Dauphiné                  |
| 38248      | 38210       | Montaud                          | 529                              | 14,59         | 36                                          | Tullins | Grenoble                                         | Saint-Marcellin Vercors Isère Communauté |
| 38249      | 38330       | Montbonnot-Saint-Martin          | 5554                             | 6,38          | 871                                         | Meylan Saint-Ismier                                                                                           | Grenoble                                         | Le Grésivaudan                           |
| 38250      | 38890       | Montcarra                        | 606                              | 4,90          | 124                                         | La Tour-du-Pin                                                                                                | La Tour-du-Pin                                   | Les Balcons du Dauphiné                  |
| 38252      | 38220       | Montchaboud                      | 347                              | 1,96          | 177                                         | Oisans-Romanche Vizille                                                                                       | Grenoble                                         | Grenoble-Alpes-Métropole                 |
| 38254      | 38770       | Monteynard                       | 500                              | 10,72         | 47                                          | Matheysine-Trièves La Mure                                                                                    | Grenoble                                         | Matheysine                               |
| 38255      | 38940       | Montfalcon                       | 131                              | 5,82          | 23                                          | Bièvre Roybon                                                                                                 | Vienne Grenoble                                  | Bièvre Isère                             |
| 38256      | 38620       | Montferrat                       | 1839                             | 12,26         | 150                                         | Le Grand-Lemps Saint-Geoire-en-Valdaine                                                                       | La Tour-du-Pin                                   | Pays Voironnais                          |
| 38257      | 38690       | Montrevel                        | 447                              | 9,37          | 48                                          | Le Grand-Lemps Virieu                                                                                         | La Tour-du-Pin                                   | Les Vals du Dauphiné                     |
| 38258      | 38120       | Mont-Saint-Martin                | 93                               | 5,31          | 18                                          | Grenoble-2 Saint-Égrève                                                                                       | Grenoble                                         | Grenoble-Alpes-Métropole                 |
| 38259      | 38122       | Montseveroux                     | 998                              | 16,48         | 61                                          | Roussillon Beaurepaire                                                                                        | Vienne                                           | Entre Bièvre et Rhône                    |
| 38260      | 38460       | Moras                            | 523                              | 8,32          | 63                                          | Charvieu-Chavagneux Crémieu                                                                                   | La Tour-du-Pin                                   | Les Balcons du Dauphiné                  |
| 38261      | 38510       | Morestel                         | 4416                             | 8,03          | 550                                         | Morestel | La Tour-du-Pin                                   | Les Balcons du Dauphiné                  |
| 38263      | 38210       | Morette                          | 360                              | 6,27          | 57                                          | Le Sud Grésivaudan Tullins                                                                                    | Grenoble                                         | Saint-Marcellin Vercors Isère Communauté |
| 38267      | 38260       | Mottier                          | 843                              | 10,72         | 79                                          | Bièvre La Côte-Saint-André                                                                                    | Vienne                                           | Bièvre Isère                             |
| 38271      | 38420       | Murianette                       | 866                              | 6,07          | 143                                         | Meylan Domène                                                                                                 | Grenoble                                         | Grenoble-Alpes-Métropole                 |
| 38272      | 38160       | Murinais                         | 408                              | 8,22          | 50                                          | Le Sud Grésivaudan Saint-Marcellin                                                                            | Grenoble                                         | Saint-Marcellin Vercors Isère Communauté |
| 38273      | 38350       | Nantes-en-Ratier                 | 468                              | 12,13         | 39                                          | Matheysine-Trièves La Mure                                                                                    | Grenoble                                         | Matheysine                               |
| 38276      | 38300       | Nivolas-Vermelle                 | 2716                             | 6,09          | 446                                         | Bourgoin-Jallieu Bourgoin-Jallieu-Sud                                                                         | La Tour-du-Pin                                   | Porte de l’Isère                         |
| 38277      | 38450       | Notre-Dame-de-Commiers           | 527                              | 4,79          | 110                                         | Le Pont-de-Claix Vizille                                                                                      | Grenoble                                         | Grenoble-Alpes-Métropole                 |
| 38278      | 38470       | Notre-Dame-de-l’Osier            | 523                              | 8,38          | 62                                          | Le Sud Grésivaudan Vinay                                                                                      | Grenoble                                         | Saint-Marcellin Vercors Isère Communauté |
| 38279      | 38220       | Notre-Dame-de-Mésage             | 1117                             | 4,53          | 247                                         | Oisans-Romanche Vizille                                                                                       | Grenoble                                         | Grenoble-Alpes-Métropole                 |
| 38280      | 38144       | Notre-Dame-de-Vaulx              | 518                              | 7,88          | 66                                          | Matheysine-Trièves La Mure                                                                                    | Grenoble                                         | Matheysine                               |
| 38281      | 38360       | Noyarey                          | 2321                             | 16,86         | 138                                         | Fontaine-Vercors Fontaine-Sassenage                                                                           | Grenoble                                         | Grenoble-Alpes-Métropole                 |
| 38282      | 38460       | Optevoz                          | 877                              | 12,00         | 73                                          | Morestel Crémieu                                                                                              | La Tour-du-Pin                                   | Les Balcons du Dauphiné                  |
| 38283      | 38350       | Oris-en-Rattier                  | 108                              | 18,83         | 6                                           | Matheysine-Trièves Valbonnais                                                                                 | Grenoble                                         | Matheysine                               |
| 38284      | 38260       | Ornacieux-Balbins                | 878                              | 12,15         | 72                                          | Bièvre | Vienne                                           | Bièvre Isère                             |
| 38285      | 38520       | Ornon                            | 151                              | 11,60         | 13                                          | Oisans-Romanche Le Bourg-d’Oisans                                                                             | Grenoble                                         | Oisans                                   |
| 38286      | 38520       | Oulles                           | 16                               | 11,01         | 1                                           | Oisans-Romanche Le Bourg-d’Oisans                                                                             | Grenoble                                         | Oisans                                   |
| 38287      | 38690       | Oyeu                             | 1092                             | 13,69         | 80                                          | Le Grand-Lemps Virieu                                                                                         | La Tour-du-Pin                                   | Bièvre Est                               |
| 38288      | 38780       | Oytier-Saint-Oblas               | 1733                             | 14,30         | 121                                         | La Verpillière Heyrieux                                                                                       | Vienne                                           | Collines Isère Nord Communauté           |
| 38289      | 38114       | Oz                               | 214                              | 16,81         | 13                                          | Oisans-Romanche Le Bourg-d’Oisans                                                                             | Grenoble                                         | Oisans                                   |
| 38290      | 38270       | Pact                             | 864                              | 9,74          | 89                                          | Roussillon Beaurepaire                                                                                        | Vienne                                           | Entre Bièvre et Rhône                    |
| 38291      | 38260       | Pajay                            | 1052                             | 14,32         | 73                                          | Bièvre La Côte-Saint-André                                                                                    | Vienne                                           | Bièvre Isère                             |
| 38294      | 38460       | Panossas                         | 682                              | 7,99          | 85                                          | Charvieu-Chavagneux Crémieu                                                                                   | La Tour-du-Pin                                   | Les Balcons du Dauphiné                  |
| 38295      | 38390       | Parmilieu                        | 727                              | 12,83         | 57                                          | Morestel Crémieu                                                                                              | La Tour-du-Pin                                   | Les Balcons du Dauphiné                  |
| 38299      | 38970       | Pellafol                         | 134                              | 34,73         | 4                                           | Matheysine-Trièves Corps                                                                                      | Grenoble                                         | Matheysine                               |
| 38300      | 38260       | Penol                            | 377                              | 12,16         | 31                                          | Bièvre La Côte-Saint-André                                                                                    | Vienne                                           | Bièvre Isère                             |
| 38301      | 38930       | Percy                            | 167                              | 15,93         | 10                                          | Matheysine-Trièves Clelles                                                                                    | Grenoble                                         | Trièves                                  |
| 38304      | 38119       | Pierre-Châtel                    | 1485                             | 11,48         | 129                                         | Matheysine-Trièves La Mure                                                                                    | Grenoble                                         | Matheysine                               |
| 38307      | 38270       | Pisieu                           | 526                              | 18,76         | 28                                          | Roussillon Beaurepaire                                                                                        | Vienne                                           | Entre Bièvre et Rhône                    |
| 38308      | 38590       | Plan                             | 296                              | 6,10          | 49                                          | Bièvre Saint-Étienne-de-Saint-Geoirs                                                                          | Vienne Grenoble                                  | Bièvre Isère                             |
| 38395      | 38660       | Plateau-des-Petites-Roches       | 2432                             | 36,91         | 66                                          | Le Moyen Grésivaudan                                                                                          | Grenoble                                         | Le Grésivaudan                           |
| 38309      | 38320       | Poisat                           | 2120                             | 2,56          | 828                                         | Saint-Martin-d’Hères Eybens                                                                                   | Grenoble                                         | Grenoble-Alpes-Métropole                 |
| 38310      | 38210       | Poliénas                         | 1114                             | 14,03         | 79                                          | Tullins | Grenoble                                         | Saint-Marcellin Vercors Isère Communauté |
| 38311      | 38260       | Pommier-de-Beaurepaire           | 731                              | 19,16         | 38                                          | Roussillon Beaurepaire                                                                                        | Vienne                                           | Entre Bièvre et Rhône                    |
| 38313      | 38350       | Ponsonnas                        | 289                              | 2,90          | 100                                         | Matheysine-Trièves La Mure                                                                                    | Grenoble                                         | Matheysine                               |
| 38314      | 38530       | Pontcharra                       | 7373                             | 15,58         | 473                                         | Haut-Grésivaudan Goncelin                                                                                     | Grenoble                                         | Le Grésivaudan                           |
| 38316      | 38230       | Pont-de-Chéruy                   | 6107                             | 2,51          | 2433                                        | Charvieu-Chavagneux Pont-de-Chéruy                                                                            | La Tour-du-Pin Vienne                            | Lyon Saint Exupéry en Dauphiné           |
| 38319      | 38680       | Pont-en-Royans                   | 809                              | 2,90          | 279                                         | Le Sud Grésivaudan Pont-en-Royans                                                                             | Grenoble                                         | Saint-Marcellin Vercors Isère Communauté |
| 38318      | 38780       | Pont-Évêque                      | 5843                             | 8,76          | 667                                         | Vienne-1 Vienne-Nord                                                                                          | Vienne                                           | Vienne Condrieu                          |
| 38320      | 38390       | Porcieu-Amblagnieu               | 1792                             | 15,80         | 113                                         | Morestel | La Tour-du-Pin                                   | Les Balcons du Dauphiné                  |
| 38479      | 38260       | Porte-des-Bonnevaux              | 2085                             | 43,88         | 48                                          | Bièvre | Vienne                                           | Bièvre Isère                             |
| 38321      | 38710       | Prébois                          | 172                              | 16,03         | 11                                          | Matheysine-Trièves Mens                                                                                       | Grenoble                                         | Trièves                                  |
| 38322      | 38680       | Presles                          | 100                              | 25,68         | 4                                           | Le Sud Grésivaudan Pont-en-Royans                                                                             | Grenoble                                         | Saint-Marcellin Vercors Isère Communauté |
| 38323      | 38480       | Pressins                         | 1181                             | 10,10         | 117                                         | Chartreuse-Guiers Le Pont-de-Beauvoisin                                                                       | La Tour-du-Pin                                   | Les Vals du Dauphiné                     |
| 38324      | 38270       | Primarette                       | 694                              | 21,76         | 32                                          | Roussillon Beaurepaire                                                                                        | Vienne                                           | Entre Bièvre et Rhône                    |
| 38325      | 38120       | Proveysieux                      | 519                              | 20,37         | 25                                          | Grenoble-2 Saint-Égrève                                                                                       | Grenoble                                         | Grenoble-Alpes-Métropole                 |
| 38326      | 38350       | Prunières                        | 378                              | 8,20          | 46                                          | Matheysine-Trièves La Mure                                                                                    | Grenoble                                         | Matheysine                               |
| 38328      | 38950       | Quaix-en-Chartreuse              | 926                              | 18,09         | 51                                          | Grenoble-2 Saint-Égrève                                                                                       | Grenoble                                         | Grenoble-Alpes-Métropole                 |
| 38329      | 38970       | Quet-en-Beaumont                 | 79                               | 8,10          | 10                                          | Matheysine-Trièves Corps                                                                                      | Grenoble                                         | Matheysine                               |
| 38330      | 38470       | Quincieu                         | 105                              | 4,75          | 22                                          | Le Sud Grésivaudan Tullins                                                                                    | Grenoble                                         | Saint-Marcellin Vercors Isère Communauté |
| 38331      | 38140       | Réaumont                         | 1005                             | 4,95          | 203                                         | Tullins Rives                                                                                                 | Grenoble                                         | Pays Voironnais                          |
| 38332      | 38140       | Renage                           | 3361                             | 5,10          | 659                                         | Tullins Rives                                                                                                 | Grenoble                                         | Bièvre Est                               |
| 38333      | 38680       | Rencurel                         | 349                              | 34,63         | 10                                          | Le Sud Grésivaudan Pont-en-Royans                                                                             | Grenoble                                         | Saint-Marcellin Vercors Isère Communauté |
| 38334      | 38420       | Revel                            | 1323                             | 29,55         | 45                                          | Le Moyen Grésivaudan Domène                                                                                   | Grenoble                                         | Le Grésivaudan                           |
| 38335      | 38270       | Revel-Tourdan                    | 1050                             | 11,62         | 90                                          | Roussillon Beaurepaire                                                                                        | Vienne                                           | Entre Bièvre et Rhône                    |
| 38336      | 38121       | Reventin-Vaugris                 | 2042                             | 18,40         | 111                                         | Vienne-2 Vienne-Sud                                                                                           | Vienne                                           | Vienne Condrieu                          |
| 38337      | 38140       | Rives                            | 6599                             | 10,93         | 604                                         | Tullins Rives                                                                                                 | Grenoble                                         | Pays Voironnais                          |
| 38339      | 38090       | Roche                            | 2189                             | 20,14         | 109                                         | La Verpillière                                                                                                | La Tour-du-Pin                                   | Collines Isère Nord Communauté           |
| 38341      | 38110       | Rochetoirin                      | 1102                             | 10,62         | 104                                         | La Tour-du-Pin                                                                                                | La Tour-du-Pin                                   | Les Vals du Dauphiné                     |
| 38342      | 38650       | Roissard                         | 320                              | 14,25         | 22                                          | Matheysine-Trièves Monestier-de-Clermont                                                                      | Grenoble                                         | Trièves                                  |
| 38343      | 38480       | Romagnieu                        | 1732                             | 17,11         | 101                                         | Chartreuse-Guiers Le Pont-de-Beauvoisin                                                                       | La Tour-du-Pin                                   | Les Vals du Dauphiné                     |
| 38344      | 38150       | Roussillon                       | 8584                             | 11,62         | 739                                         | Roussillon | Vienne                                           | Entre Bièvre et Rhône                    |
| 38345      | 38470       | Rovon                            | 613                              | 11,82         | 52                                          | Le Sud Grésivaudan Vinay                                                                                      | Grenoble                                         | Saint-Marcellin Vercors Isère Communauté |
| 38346      | 38440       | Royas                            | 410                              | 5,48          | 75                                          | Bièvre Saint-Jean-de-Bournay                                                                                  | Vienne                                           | Bièvre Isère                             |
| 38347      | 38940       | Roybon                           | 1103                             | 67,31         | 16                                          | Bièvre Roybon                                                                                                 | Vienne Grenoble                                  | Bièvre Isère                             |
| 38348      | 38300       | Ruy-Montceau                     | 4771                             | 20,81         | 229                                         | Bourgoin-Jallieu Bourgoin-Jallieu-Nord                                                                        | La Tour-du-Pin                                   | Porte de l’Isère                         |
| 38349      | 38550       | Sablons                          | 2306                             | 10,23         | 225                                         | Roussillon | Vienne                                           | Entre Bièvre et Rhône                    |
| 38359      | 38160       | Saint Antoine l’Abbaye           | 1258                             | 36,22         | 35                                          | Le Sud Grésivaudan Saint-Marcellin                                                                            | Grenoble                                         | Saint-Marcellin Vercors Isère Communauté |
| 38351      | 38300       | Saint-Agnin-sur-Bion             | 1161                             | 9,70          | 120                                         | L’Isle-d’Abeau Saint-Jean-de-Bournay                                                                          | Vienne                                           | Bièvre Isère                             |
| 38352      | 38080       | Saint-Alban-de-Roche             | 2148                             | 6,11          | 352                                         | L’Isle-d’Abeau Bourgoin-Jallieu-Sud                                                                           | La Tour-du-Pin                                   | Porte de l’Isère                         |
| 38353      | 38370       | Saint-Alban-du-Rhône             | 960                              | 3,56          | 270                                         | Vienne-2 Roussillon                                                                                           | Vienne                                           | Entre Bièvre et Rhône                    |
| 38354      | 38480       | Saint-Albin-de-Vaulserre         | 421                              | 4,99          | 84                                          | Chartreuse-Guiers Le Pont-de-Beauvoisin                                                                       | La Tour-du-Pin                                   | Les Vals du Dauphiné                     |
| 38355      | 38650       | Saint-Andéol                     | 119                              | 29,70         | 4                                           | Matheysine-Trièves Monestier-de-Clermont                                                                      | Grenoble                                         | Trièves                                  |
| 38356      | 38680       | Saint-André-en-Royans            | 341                              | 10,42         | 33                                          | Le Sud Grésivaudan Pont-en-Royans                                                                             | Grenoble                                         | Saint-Marcellin Vercors Isère Communauté |
| 38357      | 38490       | Saint-André-le-Gaz               | 2726                             | 8,89          | 307                                         | La Tour-du-Pin Le Pont-de-Beauvoisin                                                                          | La Tour-du-Pin                                   | Les Vals du Dauphiné                     |
| 38360      | 38160       | Saint-Appolinard                 | 403                              | 10,76         | 37                                          | Le Sud Grésivaudan Saint-Marcellin                                                                            | Grenoble                                         | Saint-Marcellin Vercors Isère Communauté |
| 38361      | 38350       | Saint-Arey                       | 73                               | 6,67          | 11                                          | Matheysine-Trièves La Mure                                                                                    | Grenoble                                         | Matheysine                               |
| 38362      | 38960       | Saint-Aupre                      | 1200                             | 11,93         | 101                                         | Voiron | Grenoble                                         | Pays Voironnais                          |
| 38363      | 38270       | Saint-Barthélemy                 | 929                              | 7,98          | 116                                         | Roussillon Beaurepaire                                                                                        | Vienne                                           | Entre Bièvre et Rhône                    |
| 38364      | 38220       | Saint-Barthélemy-de-Séchilienne  | 424                              | 12,10         | 35                                          | Oisans-Romanche Vizille                                                                                       | Grenoble                                         | Grenoble-Alpes-Métropole                 |
| 38365      | 38118       | Saint-Baudille-de-la-Tour        | 842                              | 21,76         | 39                                          | Charvieu-Chavagneux Crémieu                                                                                   | La Tour-du-Pin                                   | Les Balcons du Dauphiné                  |
| 38366      | 38710       | Saint-Baudille-et-Pipet          | 258                              | 35,97         | 7                                           | Matheysine-Trièves Mens                                                                                       | Grenoble                                         | Trièves                                  |
| 38368      | 38140       | Saint-Blaise-du-Buis             | 1064                             | 5,44          | 196                                         | Tullins Rives                                                                                                 | Grenoble                                         | Pays Voironnais                          |
| 38370      | 38840       | Saint-Bonnet-de-Chavagne         | 659                              | 15,18         | 43                                          | Le Sud Grésivaudan Saint-Marcellin                                                                            | Grenoble                                         | Saint-Marcellin Vercors Isère Communauté |
| 38372      | 38620       | Saint-Bueil                      | 707                              | 3,81          | 186                                         | Chartreuse-Guiers Saint-Geoire-en-Valdaine                                                                    | La Tour-du-Pin                                   | Pays Voironnais                          |
| 38373      | 38500       | Saint-Cassien                    | 1156                             | 5,67          | 204                                         | Voiron Rives                                                                                                  | Grenoble                                         | Pays Voironnais                          |
| 38374      | 38890       | Saint-Chef                       | 3910                             | 27,16         | 144                                         | Bourgoin-Jallieu Bourgoin-Jallieu-Nord                                                                        | La Tour-du-Pin                                   | Les Balcons du Dauphiné                  |
| 38375      | 38520       | Saint-Christophe-en-Oisans       | 98                               | 123,47        | 1                                           | Oisans-Romanche Le Bourg-d’Oisans                                                                             | Grenoble                                         | Oisans                                   |
| 38376      | 38380       | Saint-Christophe-sur-Guiers      | 836                              | 23,54         | 36                                          | Chartreuse-Guiers Saint-Laurent-du-Pont                                                                       | Grenoble                                         | Cœur de Chartreuse                       |
| 38377      | 38110       | Saint-Clair-de-la-Tour           | 3526                             | 9,24          | 382                                         | La Tour-du-Pin                                                                                                | La Tour-du-Pin                                   | Les Vals du Dauphiné                     |
| 38378      | 38370       | Saint-Clair-du-Rhône             | 3678                             | 7,16          | 514                                         | Vienne-2 Roussillon                                                                                           | Vienne                                           | Entre Bièvre et Rhône                    |
| 38379      | 38940       | Saint-Clair-sur-Galaure          | 261                              | 15,30         | 17                                          | Bièvre Roybon                                                                                                 | Vienne Grenoble                                  | Bièvre Isère                             |
| 38380      | 38690       | Saint-Didier-de-Bizonnes         | 330                              | 7,20          | 46                                          | Le Grand-Lemps                                                                                                | La Tour-du-Pin                                   | Bièvre Est                               |
| 38381      | 38110       | Saint-Didier-de-la-Tour          | 2125                             | 14,63         | 145                                         | La Tour-du-Pin                                                                                                | La Tour-du-Pin                                   | Les Vals du Dauphiné                     |
| 38350      | 38190       | Sainte-Agnès                     | 565                              | 26,85         | 21                                          | Le Moyen Grésivaudan Domène                                                                                   | Grenoble                                         | Le Grésivaudan                           |
| 38358      | 38440       | Sainte-Anne-sur-Gervonde         | 757                              | 7,67          | 99                                          | Bièvre Saint-Jean-de-Bournay                                                                                  | Vienne                                           | Bièvre Isère                             |
| 38369      | 38110       | Sainte-Blandine                  | 1020                             | 9,21          | 111                                         | La Tour-du-Pin                                                                                                | La Tour-du-Pin                                   | Les Vals du Dauphiné                     |
| 38382      | 38120       | Saint-Égrève                     | 17.930                           | 10,88         | 1648                                        | Grenoble-2 Saint-Égrève                                                                                       | Grenoble                                         | Grenoble-Alpes-Métropole                 |
| 38414      | 38970       | Sainte-Luce                      | 41                               | 7,95          | 5                                           | Matheysine-Trièves Corps                                                                                      | Grenoble                                         | Matheysine                               |
| 38417      | 38660       | Sainte-Marie-d’Alloix            | 484                              | 3,04          | 159                                         | Haut-Grésivaudan Le Touvet                                                                                    | Grenoble                                         | Le Grésivaudan                           |
| 38418      | 38660       | Sainte-Marie-du-Mont             | 233                              | 23,87         | 10                                          | Haut-Grésivaudan Le Touvet                                                                                    | Grenoble                                         | Le Grésivaudan                           |
| 38383      | 38960       | Saint-Étienne-de-Crossey         | 2603                             | 12,84         | 203                                         | Voiron | Grenoble                                         | Pays Voironnais                          |
| 38384      | 38590       | Saint-Étienne-de-Saint-Geoirs    | 3352                             | 18,62         | 180                                         | Bièvre Saint-Étienne-de-Saint-Geoirs                                                                          | Vienne Grenoble                                  | Bièvre Isère                             |
| 38386      | 38620       | Saint-Geoire-en-Valdaine         | 2388                             | 16,73         | 143                                         | Chartreuse-Guiers Saint-Geoire-en-Valdaine                                                                    | La Tour-du-Pin                                   | Pays Voironnais                          |
| 38387      | 38590       | Saint-Geoirs                     | 487                              | 6,93          | 70                                          | Bièvre Saint-Étienne-de-Saint-Geoirs                                                                          | Vienne Grenoble                                  | Bièvre Isère                             |
| 38389      | 38790       | Saint-Georges-d’Espéranche       | 3500                             | 24,65         | 142                                         | La Verpillière Heyrieux                                                                                       | Vienne                                           | Collines Isère Nord Communauté           |
| 38388      | 38450       | Saint-Georges-de-Commiers        | 2691                             | 14,62         | 184                                         | Le Pont-de-Claix Vizille                                                                                      | Grenoble                                         | Grenoble-Alpes-Métropole                 |
| 38390      | 38470       | Saint-Gervais                    | 534                              | 13,15         | 41                                          | Le Sud Grésivaudan Vinay                                                                                      | Grenoble                                         | Saint-Marcellin Vercors Isère Communauté |
| 38391      | 38650       | Saint-Guillaume                  | 239                              | 13,33         | 18                                          | Matheysine-Trièves Monestier-de-Clermont                                                                      | Grenoble                                         | Trièves                                  |
| 38392      | 38460       | Saint-Hilaire-de-Brens           | 605                              | 7,52          | 80                                          | Charvieu-Chavagneux Crémieu                                                                                   | La Tour-du-Pin                                   | Les Balcons du Dauphiné                  |
| 38393      | 38260       | Saint-Hilaire-de-la-Côte         | 1598                             | 13,75         | 116                                         | Bièvre La Côte-Saint-André                                                                                    | Vienne                                           | Bièvre Isère                             |
| 38394      | 38840       | Saint-Hilaire-du-Rosier          | 1934                             | 16,42         | 118                                         | Le Sud Grésivaudan Saint-Marcellin                                                                            | Grenoble                                         | Saint-Marcellin Vercors Isère Communauté |
| 38396      | 38350       | Saint-Honoré                     | 819                              | 14,58         | 56                                          | Matheysine-Trièves La Mure                                                                                    | Grenoble                                         | Matheysine                               |
| 38397      | 38330       | Saint-Ismier                     | 7087                             | 14,90         | 476                                         | Le Moyen Grésivaudan Saint-Ismier                                                                             | Grenoble                                         | Le Grésivaudan                           |
| 38398      | 38480       | Saint-Jean-d’Avelanne            | 979                              | 7,85          | 125                                         | Chartreuse-Guiers Le Pont-de-Beauvoisin                                                                       | La Tour-du-Pin                                   | Les Vals du Dauphiné                     |
| 38403      | 38710       | Saint-Jean-d’Hérans              | 308                              | 17,48         | 18                                          | Matheysine-Trièves Mens                                                                                       | Grenoble                                         | Trièves                                  |
| 38399      | 38440       | Saint-Jean-de-Bournay            | 4762                             | 26,87         | 177                                         | L’Isle-d’Abeau Saint-Jean-de-Bournay                                                                          | Vienne                                           | Bièvre Isère                             |
| 38400      | 38430       | Saint-Jean-de-Moirans            | 3601                             | 6,43          | 560                                         | Tullins Rives                                                                                                 | Grenoble                                         | Pays Voironnais                          |
| 38401      | 38110       | Saint-Jean-de-Soudain            | 1698                             | 7,48          | 227                                         | La Tour-du-Pin                                                                                                | La Tour-du-Pin                                   | Les Vals du Dauphiné                     |
| 38402      | 38220       | Saint-Jean-de-Vaulx              | 526                              | 10,73         | 49                                          | Matheysine-Trièves Vizille                                                                                    | Grenoble                                         | Matheysine                               |
| 38404      | 38420       | Saint-Jean-le-Vieux              | 276                              | 4,59          | 60                                          | Le Moyen Grésivaudan Domène                                                                                   | Grenoble                                         | Le Grésivaudan                           |
| 38405      | 38134       | Saint-Joseph-de-Rivière          | 1243                             | 17,39         | 71                                          | Chartreuse-Guiers Saint-Laurent-du-Pont                                                                       | Grenoble                                         | Cœur de Chartreuse                       |
| 38406      | 38122       | Saint-Julien-de-l’Herms          | 163                              | 9,17          | 18                                          | Roussillon Beaurepaire                                                                                        | Vienne                                           | Entre Bièvre et Rhône                    |
| 38408      | 38540       | Saint-Just-Chaleyssin            | 2678                             | 13,95         | 192                                         | La Verpillière Heyrieux                                                                                       | Vienne                                           | Collines Isère Nord Communauté           |
| 38409      | 38680       | Saint-Just-de-Claix              | 1381                             | 11,59         | 119                                         | Le Sud Grésivaudan Pont-en-Royans                                                                             | Grenoble                                         | Saint-Marcellin Vercors Isère Communauté |
| 38410      | 38840       | Saint-Lattier                    | 1468                             | 18,17         | 81                                          | Le Sud Grésivaudan Saint-Marcellin                                                                            | Grenoble                                         | Saint-Marcellin Vercors Isère Communauté |
| 38412      | 38380       | Saint-Laurent-du-Pont            | 4502                             | 35,25         | 128                                         | Chartreuse-Guiers Saint-Laurent-du-Pont                                                                       | Grenoble                                         | Cœur de Chartreuse                       |
| 38413      | 38350       | Saint-Laurent-en-Beaumont        | 419                              | 13,15         | 32                                          | Matheysine-Trièves Corps                                                                                      | Grenoble                                         | Matheysine                               |
| 38415      | 38080       | Saint-Marcel-Bel-Accueil         | 1507                             | 18,23         | 83                                          | Bourgoin-Jallieu Bourgoin-Jallieu-Nord                                                                        | La Tour-du-Pin                                   | Les Balcons du Dauphiné                  |
| 38416      | 38160       | Saint-Marcellin                  | 7705                             | 7,81          | 987                                         | Le Sud Grésivaudan Saint-Marcellin                                                                            | Grenoble                                         | Saint-Marcellin Vercors Isère Communauté |
| 38421      | 38400       | Saint-Martin-d’Hères             | 38.022                           | 9,26          | 4106                                        | Saint-Martin-d’Hères Saint-Martin-d’Hères-Nord Saint-Martin-d’Hères-Sud                                       | Grenoble                                         | Grenoble-Alpes-Métropole                 |
| 38422      | 38410       | Saint-Martin-d’Uriage            | 5512                             | 29,69         | 186                                         | Oisans-Romanche Domène                                                                                        | Grenoble                                         | Le Grésivaudan                           |
| 38419      | 38930       | Saint-Martin-de-Clelles          | 184                              | 14,72         | 13                                          | Matheysine-Trièves Clelles                                                                                    | Grenoble                                         | Trièves                                  |
| 38115      | 38650       | Saint-Martin-de-la-Cluze         | 749                              | 16,26         | 46                                          | Matheysine-Trièves Monestier-de-Clermont                                                                      | Grenoble                                         | Trièves                                  |
| 38420      | 38480       | Saint-Martin-de-Vaulserre        | 241                              | 3,92          | 61                                          | Chartreuse-Guiers Le Pont-de-Beauvoisin                                                                       | La Tour-du-Pin                                   | Les Vals du Dauphiné                     |
| 38423      | 38950       | Saint-Martin-le-Vinoux           | 5957                             | 10,06         | 592                                         | Grenoble-2 Saint-Égrève                                                                                       | Grenoble                                         | Grenoble-Alpes-Métropole                 |
| 38424      | 38930       | Saint-Maurice-en-Trièves         | 179                              | 12,94         | 14                                          | Matheysine-Trièves Clelles                                                                                    | Grenoble                                         | Trièves                                  |
| 38425      | 38550       | Saint-Maurice-l’Exil             | 6722                             | 12,82         | 524                                         | Vienne-2 Roussillon                                                                                           | Vienne                                           | Entre Bièvre et Rhône                    |
| 38426      | 38530       | Saint-Maximin                    | 672                              | 10,35         | 65                                          | Haut-Grésivaudan Goncelin                                                                                     | Grenoble                                         | Le Grésivaudan                           |
| 38427      | 38590       | Saint-Michel-de-Saint-Geoirs     | 290                              | 7,14          | 41                                          | Bièvre Saint-Étienne-de-Saint-Geoirs                                                                          | Vienne Grenoble                                  | Bièvre Isère                             |
| 38428      | 38350       | Saint-Michel-en-Beaumont         | 32                               | 8,04          | 4                                           | Matheysine-Trièves Corps                                                                                      | Grenoble                                         | Matheysine                               |
| 38429      | 38650       | Saint-Michel-les-Portes          | 283                              | 20,59         | 14                                          | Matheysine-Trièves Clelles                                                                                    | Grenoble                                         | Trièves                                  |
| 38430      | 38190       | Saint-Mury-Monteymond            | 335                              | 11,09         | 30                                          | Le Moyen Grésivaudan Domène                                                                                   | Grenoble                                         | Le Grésivaudan                           |
| 38431      | 38330       | Saint-Nazaire-les-Eymes          | 3013                             | 8,49          | 355                                         | Le Moyen Grésivaudan Saint-Ismier                                                                             | Grenoble                                         | Le Grésivaudan                           |
| 38432      | 38500       | Saint-Nicolas-de-Macherin        | 944                              | 10,60         | 89                                          | Voiron | Grenoble                                         | Pays Voironnais                          |
| 38433      | 38250       | Saint-Nizier-du-Moucherotte      | 1132                             | 11,26         | 101                                         | Fontaine-Vercors Villard-de-Lans                                                                              | Grenoble                                         | Massif du Vercors                        |
| 38434      | 38490       | Saint-Ondras                     | 661                              | 8,15          | 81                                          | Le Grand-Lemps Virieu                                                                                         | La Tour-du-Pin                                   | Les Vals du Dauphiné                     |
| 38437      | 38140       | Saint-Paul-d’Izeaux              | 303                              | 7,63          | 40                                          | Bièvre Tullins                                                                                                | Vienne Grenoble                                  | Bièvre Isère                             |
| 38436      | 38760       | Saint-Paul-de-Varces             | 2212                             | 19,69         | 112                                         | Le Pont-de-Claix Vif                                                                                          | Grenoble                                         | Grenoble-Alpes-Métropole                 |
| 38438      | 38650       | Saint-Paul-lès-Monestier         | 284                              | 13,88         | 20                                          | Matheysine-Trièves Monestier-de-Clermont                                                                      | Grenoble                                         | Trièves                                  |
| 38446      | 73670       | Saint-Pierre-d’Entremont         | 576                              | 32,31         | 18                                          | Chartreuse-Guiers Saint-Laurent-du-Pont                                                                       | Grenoble                                         | Cœur de Chartreuse                       |
| 38440      | 38870       | Saint-Pierre-de-Bressieux        | 778                              | 23,08         | 34                                          | Bièvre Saint-Étienne-de-Saint-Geoirs                                                                          | Vienne Grenoble                                  | Bièvre Isère                             |
| 38442      | 38380       | Saint-Pierre-de-Chartreuse       | 935                              | 80,12         | 12                                          | Chartreuse-Guiers Saint-Laurent-du-Pont                                                                       | Grenoble                                         | Cœur de Chartreuse                       |
| 38443      | 38160       | Saint-Pierre-de-Chérennes        | 467                              | 12,03         | 39                                          | Le Sud Grésivaudan Pont-en-Royans                                                                             | Grenoble                                         | Saint-Marcellin Vercors Isère Communauté |
| 38444      | 38350       | Saint-Pierre-de-Méaroz           | 105                              | 4,64          | 23                                          | Matheysine-Trièves Corps                                                                                      | Grenoble                                         | Matheysine                               |
| 38445      | 38220       | Saint-Pierre-de-Mésage           | 788                              | 7,03          | 112                                         | Oisans-Romanche Vizille                                                                                       | Grenoble                                         | Grenoble-Alpes-Métropole                 |
| 38448      | 38370       | Saint-Prim                       | 1454                             | 7,30          | 199                                         | Vienne-2 Roussillon                                                                                           | Vienne                                           | Entre Bièvre et Rhône                    |
| 38449      | 38070       | Saint-Quentin-Fallavier          | 6182                             | 22,83         | 271                                         | La Verpillière                                                                                                | La Tour-du-Pin                                   | Porte de l’Isère                         |
| 38450      | 38210       | Saint-Quentin-sur-Isère          | 1472                             | 19,45         | 76                                          | Tullins | Grenoble                                         | Saint-Marcellin Vercors Isère Communauté |
| 38451      | 38460       | Saint-Romain-de-Jalionas         | 3405                             | 13,65         | 249                                         | Charvieu-Chavagneux Crémieu                                                                                   | La Tour-du-Pin                                   | Les Balcons du Dauphiné                  |
| 38452      | 38150       | Saint-Romain-de-Surieu           | 465                              | 4,71          | 99                                          | Roussillon | Vienne                                           | Entre Bièvre et Rhône                    |
| 38453      | 38160       | Saint-Romans                     | 1849                             | 17,04         | 109                                         | Le Sud Grésivaudan Pont-en-Royans                                                                             | Grenoble                                         | Saint-Marcellin Vercors Isère Communauté |
| 38454      | 38160       | Saint-Sauveur                    | 2108                             | 9,42          | 224                                         | Le Sud Grésivaudan Saint-Marcellin                                                                            | Grenoble                                         | Saint-Marcellin Vercors Isère Communauté |
| 38455      | 38300       | Saint-Savin                      | 4297                             | 24,55         | 175                                         | Bourgoin-Jallieu Bourgoin-Jallieu-Nord                                                                        | La Tour-du-Pin                                   | Porte de l’Isère                         |
| 38457      | 38870       | Saint-Siméon-de-Bressieux        | 3107                             | 18,79         | 165                                         | Bièvre Saint-Étienne-de-Saint-Geoirs                                                                          | Vienne Grenoble                                  | Bièvre Isère                             |
| 38458      | 38510       | Saint-Sorlin-de-Morestel         | 613                              | 5,38          | 114                                         | Morestel | La Tour-du-Pin                                   | Les Balcons du Dauphiné                  |
| 38459      | 38200       | Saint-Sorlin-de-Vienne           | 967                              | 9,94          | 97                                          | Vienne-2 Vienne-Sud                                                                                           | Vienne                                           | Vienne Condrieu                          |
| 38460      | 38620       | Saint-Sulpice-des-Rivoires       | 427                              | 7,16          | 60                                          | Le Grand-Lemps Saint-Geoire-en-Valdaine                                                                       | La Tour-du-Pin                                   | Pays Voironnais                          |
| 38462      | 38119       | Saint-Théoffrey                  | 609                              | 5,75          | 106                                         | Matheysine-Trièves La Mure                                                                                    | Grenoble                                         | Matheysine                               |
| 38463      | 38160       | Saint-Vérand                     | 1723                             | 17,83         | 97                                          | Le Sud Grésivaudan Saint-Marcellin                                                                            | Grenoble                                         | Saint-Marcellin Vercors Isère Communauté |
| 38464      | 38110       | Saint-Victor-de-Cessieu          | 2170                             | 12,22         | 178                                         | La Tour-du-Pin                                                                                                | La Tour-du-Pin                                   | Les Vals du Dauphiné                     |
| 38465      | 38510       | Saint-Victor-de-Morestel         | 1142                             | 13,13         | 87                                          | Morestel | La Tour-du-Pin                                   | Les Balcons du Dauphiné                  |
| 38466      | 38660       | Saint-Vincent-de-Mercuze         | 1520                             | 7,85          | 194                                         | Haut-Grésivaudan Le Touvet                                                                                    | Grenoble                                         | Le Grésivaudan                           |
| 38467      | 38890       | Salagnon                         | 1484                             | 8,21          | 181                                         | Bourgoin-Jallieu Bourgoin-Jallieu-Nord                                                                        | La Tour-du-Pin                                   | Les Balcons du Dauphiné                  |
| 38468      | 38150       | Salaise-sur-Sanne                | 4548                             | 16,15         | 282                                         | Roussillon | Vienne                                           | Entre Bièvre et Rhône                    |
| 38472      | 38700       | Sarcenas                         | 250                              | 7,76          | 32                                          | Grenoble-2 Saint-Égrève                                                                                       | Grenoble                                         | Grenoble-Alpes-Métropole                 |
| 38473      | 38260       | Sardieu                          | 1184                             | 11,20         | 106                                         | Bièvre La Côte-Saint-André                                                                                    | Vienne                                           | Bièvre Isère                             |
| 38474      | 38360       | Sassenage                        | 11.579                           | 13,31         | 870                                         | Fontaine-Vercors Fontaine-Sassenage                                                                           | Grenoble                                         | Grenoble-Alpes-Métropole                 |
| 38475      | 38290       | Satolas-et-Bonce                 | 2540                             | 16,80         | 151                                         | La Verpillière                                                                                                | La Tour-du-Pin                                   | Porte de l’Isère                         |
| 38476      | 38440       | Savas-Mépin                      | 879                              | 10,43         | 84                                          | Bièvre Saint-Jean-de-Bournay                                                                                  | Vienne                                           | Bièvre Isère                             |
| 38478      | 38220       | Séchilienne                      | 1004                             | 21,47         | 47                                          | Oisans-Romanche Vizille                                                                                       | Grenoble                                         | Grenoble-Alpes-Métropole                 |
| 38480      | 38780       | Septème                          | 2153                             | 21,55         | 100                                         | Vienne-1 Vienne-Nord                                                                                          | Vienne                                           | Vienne Condrieu                          |
| 38481      | 38300       | Sérézin-de-la-Tour               | 1134                             | 9,31          | 122                                         | Bourgoin-Jallieu Bourgoin-Jallieu-Sud                                                                         | La Tour-du-Pin                                   | Porte de l’Isère                         |
| 38483      | 38510       | Sermérieu                        | 1642                             | 17,14         | 96                                          | Morestel | La Tour-du-Pin                                   | Les Balcons du Dauphiné                  |
| 38484      | 38200       | Serpaize                         | 2100                             | 11,71         | 179                                         | Vienne-1 Vienne-Nord                                                                                          | Vienne                                           | Vienne Condrieu                          |
| 38275      | 38470       | Serre-Nerpol                     | 315                              | 13,16         | 24                                          | Le Sud Grésivaudan Vinay                                                                                      | Grenoble                                         | Saint-Marcellin Vercors Isère Communauté |
| 38485      | 38170       | Seyssinet-Pariset                | 11.784                           | 10,65         | 1106                                        | Fontaine-Seyssinet                                                                                            | Grenoble                                         | Grenoble-Alpes-Métropole                 |
| 38486      | 38180       | Seyssins                         | 8087                             | 8,00          | 1011                                        | Fontaine-Seyssinet                                                                                            | Grenoble                                         | Grenoble-Alpes-Métropole                 |
| 38487      | 38200       | Seyssuel                         | 2168                             | 9,75          | 222                                         | Vienne-1 Vienne-Nord                                                                                          | Vienne                                           | Vienne Condrieu                          |
| 38488      | 38460       | Siccieu-Saint-Julien-et-Carisieu | 601                              | 14,22         | 42                                          | Charvieu-Chavagneux Crémieu                                                                                   | La Tour-du-Pin                                   | Les Balcons du Dauphiné                  |
| 38489      | 38350       | Siévoz                           | 134                              | 7,37          | 18                                          | Matheysine-Trièves Valbonnais                                                                                 | Grenoble                                         | Matheysine                               |
| 38490      | 38590       | Sillans                          | 1923                             | 12,61         | 152                                         | Bièvre Saint-Étienne-de-Saint-Geoirs                                                                          | Vienne Grenoble                                  | Bièvre Isère                             |
| 38492      | 38650       | Sinard                           | 719                              | 10,44         | 69                                          | Matheysine-Trièves Monestier-de-Clermont                                                                      | Grenoble                                         | Trièves                                  |
| 38494      | 38460       | Soleymieu                        | 849                              | 13,36         | 64                                          | Morestel Crémieu                                                                                              | La Tour-du-Pin                                   | Les Balcons du Dauphiné                  |
| 38496      | 38150       | Sonnay                           | 1255                             | 14,17         | 89                                          | Roussillon | Vienne                                           | Entre Bièvre et Rhône                    |
| 38497      | 38350       | Sousville                        | 145                              | 2,93          | 49                                          | Matheysine-Trièves La Mure                                                                                    | Grenoble                                         | Matheysine                               |
| 38498      | 38300       | Succieu                          | 774                              | 8,35          | 93                                          | Bourgoin-Jallieu Bourgoin-Jallieu-Sud                                                                         | La Tour-du-Pin                                   | Porte de l’Isère                         |
| 38499      | 38350       | Susville                         | 1148                             | 9,91          | 116                                         | Matheysine-Trièves La Mure                                                                                    | Grenoble                                         | Matheysine                               |
| 38500      | 38470       | Têche                            | 599                              | 5,03          | 119                                         | Le Sud Grésivaudan Saint-Marcellin                                                                            | Grenoble                                         | Saint-Marcellin Vercors Isère Communauté |
| 38501      | 38570       | Tencin                           | 2132                             | 6,75          | 316                                         | Haut-Grésivaudan Goncelin                                                                                     | Grenoble                                         | Le Grésivaudan                           |
| 38504      | 38570       | Theys                            | 2014                             | 35,77         | 56                                          | Haut-Grésivaudan Goncelin                                                                                     | Grenoble                                         | Le Grésivaudan                           |
| 38505      | 38260       | Thodure                          | 789                              | 14,43         | 55                                          | Bièvre Roybon                                                                                                 | Vienne Grenoble                                  | Bièvre Isère                             |
| 38507      | 38230       | Tignieu-Jameyzieu                | 7944                             | 13,32         | 596                                         | Charvieu-Chavagneux Crémieu                                                                                   | La Tour-du-Pin                                   | Les Balcons du Dauphiné                  |
| 38508      | 38690       | Torchefelon                      | 823                              | 8,68          | 95                                          | La Tour-du-Pin                                                                                                | La Tour-du-Pin                                   | Les Vals du Dauphiné                     |
| 38512      | 38300       | Tramolé                          | 802                              | 6,99          | 115                                         | L’Isle-d’Abeau Saint-Jean-de-Bournay                                                                          | Vienne                                           | Bièvre Isère                             |
| 38513      | 38650       | Treffort                         | 258                              | 10,99         | 23                                          | Matheysine-Trièves Monestier-de-Clermont                                                                      | Grenoble                                         | Trièves                                  |
| 38514      | 38710       | Tréminis                         | 201                              | 49,40         | 4                                           | Matheysine-Trièves Mens                                                                                       | Grenoble                                         | Trièves                                  |
| 38515      | 38460       | Trept                            | 2097                             | 15,87         | 132                                         | Charvieu-Chavagneux Crémieu                                                                                   | La Tour-du-Pin                                   | Les Balcons du Dauphiné                  |
| 38517      | 38210       | Tullins                          | 7657                             | 28,79         | 266                                         | Tullins | Grenoble                                         | Pays Voironnais                          |
| 38518      | 38740       | Valbonnais                       | 514                              | 23,95         | 21                                          | Matheysine-Trièves Valbonnais                                                                                 | Grenoble                                         | Matheysine                               |
| 38560      | 38730       | Val-de-Virieu                    | 1534                             | 16,26         | 94                                          | Le Grand-Lemps                                                                                                | La Tour-du-Pin                                   | Les Vals du Dauphiné                     |
| 38519      | 38540       | Valencin                         | 2897                             | 9,63          | 301                                         | La Verpillière Heyrieux                                                                                       | Vienne                                           | Collines Isère Nord Communauté           |
| 38520      | 38730       | Valencogne                       | 681                              | 7,55          | 90                                          | Le Grand-Lemps Virieu                                                                                         | La Tour-du-Pin                                   | Les Vals du Dauphiné                     |
| 38522      | 38740       | Valjouffrey                      | 167                              | 72,56         | 2                                           | Matheysine-Trièves Valbonnais                                                                                 | Grenoble                                         | Matheysine                               |
| 38523      | 38470       | Varacieux                        | 864                              | 18,48         | 47                                          | Le Sud Grésivaudan Vinay                                                                                      | Grenoble                                         | Saint-Marcellin Vercors Isère Communauté |
| 38524      | 38760       | Varces-Allières-et-Risset        | 8314                             | 20,88         | 398                                         | Le Pont-de-Claix Vif                                                                                          | Grenoble                                         | Grenoble-Alpes-Métropole                 |
| 38525      | 38890       | Vasselin                         | 462                              | 3,85          | 120                                         | Morestel | La Tour-du-Pin                                   | Les Balcons du Dauphiné                  |
| 38526      | 38470       | Vatilieu                         | 367                              | 9,22          | 40                                          | Le Sud Grésivaudan Tullins                                                                                    | Grenoble                                         | Saint-Marcellin Vercors Isère Communauté |
| 38527      | 38114       | Vaujany                          | 352                              | 64,54         | 5                                           | Oisans-Romanche Le Bourg-d’Oisans                                                                             | Grenoble                                         | Oisans                                   |
| 38528      | 38410       | Vaulnaveys-le-Bas                | 1379                             | 11,90         | 116                                         | Oisans-Romanche Vizille                                                                                       | Grenoble                                         | Grenoble-Alpes-Métropole                 |
| 38529      | 38410       | Vaulnaveys-le-Haut               | 4018                             | 19,86         | 202                                         | Oisans-Romanche Vizille                                                                                       | Grenoble                                         | Grenoble-Alpes-Métropole                 |
| 38530      | 38090       | Vaulx-Milieu                     | 2495                             | 9,02          | 277                                         | L’Isle-d’Abeau                                                                                                | La Tour-du-Pin                                   | Porte de l’Isère                         |
| 38531      | 38620       | Velanne                          | 568                              | 8,04          | 71                                          | Chartreuse-Guiers Saint-Geoire-en-Valdaine                                                                    | La Tour-du-Pin                                   | Pays Voironnais                          |
| 38532      | 38460       | Vénérieu                         | 975                              | 6,00          | 163                                         | Charvieu-Chavagneux Crémieu                                                                                   | La Tour-du-Pin                                   | Les Balcons du Dauphiné                  |
| 38533      | 38610       | Venon                            | 836                              | 4,34          | 193                                         | Saint-Martin-d’Hères Eybens                                                                                   | Grenoble                                         | Grenoble-Alpes-Métropole                 |
| 38535      | 38460       | Vernas                           | 266                              | 5,87          | 45                                          | Charvieu-Chavagneux Crémieu                                                                                   | La Tour-du-Pin                                   | Les Balcons du Dauphiné                  |
| 38536      | 38150       | Vernioz                          | 1503                             | 11,32         | 133                                         | Vienne-2 Roussillon                                                                                           | Vienne                                           | Entre Bièvre et Rhône                    |
| 38539      | 38390       | Vertrieu                         | 605                              | 4,59          | 132                                         | Morestel Crémieu                                                                                              | La Tour-du-Pin                                   | Les Balcons du Dauphiné                  |
| 38540      | 38113       | Veurey-Voroize                   | 1392                             | 12,21         | 114                                         | Fontaine-Vercors Fontaine-Sassenage                                                                           | Grenoble                                         | Grenoble-Alpes-Métropole                 |
| 38542      | 38460       | Veyssilieu                       | 324                              | 6,49          | 50                                          | Charvieu-Chavagneux Crémieu                                                                                   | La Tour-du-Pin                                   | Les Balcons du Dauphiné                  |
| 38543      | 38510       | Vézeronce-Curtin                 | 2217                             | 14,37         | 154                                         | Morestel | La Tour-du-Pin                                   | Les Balcons du Dauphiné                  |
| 38544      | 38200       | Vienne                           | 31.555                           | 22,65         | 1393                                        | Vienne-1 Vienne-2 Vienne-Nord Vienne-Sud                                                                      | Vienne                                           | Vienne Condrieu                          |
| 38545      | 38450       | Vif                              | 8557                             | 28,30         | 302                                         | Le Pont-de-Claix Vif                                                                                          | Grenoble                                         | Grenoble-Alpes-Métropole                 |
| 38546      | 38890       | Vignieu                          | 961                              | 9,40          | 102                                         | Morestel La Tour-du-Pin                                                                                       | La Tour-du-Pin                                   | Les Balcons du Dauphiné                  |
| 38292      | 38850       | Villages du Lac de Paladru       | 2614                             | 21,24         | 123                                         | Le Grand-Lemps Saint-Geoire-en-Valdaine Virieu                                                                | La Tour-du-Pin                                   | Pays Voironnais                          |
| 38547      | 38190       | Villard-Bonnot                   | 7445                             | 5,84          | Fehler im Ausdruck: Unerwarteter Operator < | Le Moyen Grésivaudan Domène                                                                                   | Grenoble                                         | Le Grésivaudan                           |
| 38548      | 38250       | Villard-de-Lans                  | Node-count limit exceeded        | 67,20         | Node-count limit exceeded                   | Fontaine-Vercors Villard-de-Lans                                                                              | Grenoble                                         | Massif du Vercors                        |
| 38549      | 38520       | Villard-Notre-Dame               | Node-count limit exceeded        | 14,06         | Node-count limit exceeded                   | Oisans-Romanche Le Bourg-d’Oisans                                                                             | Grenoble                                         | Oisans                                   |
| 38550      | 38114       | Villard-Reculas                  | Node-count limit exceeded        | 4,99          | Node-count limit exceeded                   | Oisans-Romanche Le Bourg-d’Oisans                                                                             | Grenoble                                         | Oisans                                   |
| 38551      | 38520       | Villard-Reymond                  | Node-count limit exceeded        | 11,21         | Node-count limit exceeded                   | Oisans-Romanche Le Bourg-d’Oisans                                                                             | Grenoble                                         | Oisans                                   |
| 38552      | 38119       | Villard-Saint-Christophe         | Node-count limit exceeded        | 14,22         | Node-count limit exceeded                   | Matheysine-Trièves La Mure                                                                                    | Grenoble                                         | Matheysine                               |
| 38553      | 38090       | Villefontaine                    | Node-count limit exceeded        | 11,63         | Node-count limit exceeded                   | L’Isle-d’Abeau                                                                                                | La Tour-du-Pin                                   | Porte de l’Isère                         |
| 38554      | 38460       | Villemoirieu                     | Node-count limit exceeded        | 13,29         | Node-count limit exceeded                   | Charvieu-Chavagneux Crémieu                                                                                   | La Tour-du-Pin                                   | Les Balcons du Dauphiné                  |
| 38555      | 38440       | Villeneuve-de-Marc               | Node-count limit exceeded        | 26,18         | Node-count limit exceeded                   | Bièvre Saint-Jean-de-Bournay                                                                                  | Vienne                                           | Bièvre Isère                             |
| 38556      | 38150       | Ville-sous-Anjou                 | Node-count limit exceeded        | 18,25         | Node-count limit exceeded                   | Roussillon | Vienne                                           | Entre Bièvre et Rhône                    |
| 38557      | 38280       | Villette-d’Anthon                | Node-count limit exceeded        | 22,80         | Node-count limit exceeded                   | Charvieu-Chavagneux Pont-de-Chéruy                                                                            | La Tour-du-Pin Vienne                            | Lyon Saint Exupéry en Dauphiné           |
| 38558      | 38200       | Villette-de-Vienne               | Node-count limit exceeded        | 11,03         | Node-count limit exceeded                   | Vienne-1 Vienne-Nord                                                                                          | Vienne                                           | Vienne Condrieu                          |
| 38559      | 38470       | Vinay                            | Node-count limit exceeded        | 16,01         | Node-count limit exceeded                   | Le Sud Grésivaudan Vinay                                                                                      | Grenoble                                         | Saint-Marcellin Vercors Isère Communauté |
| 38561      | 38980       | Viriville                        | Node-count limit exceeded        | 30,46         | Node-count limit exceeded                   | Bièvre Roybon                                                                                                 | Vienne Grenoble                                  | Bièvre Isère                             |
| 38562      | 38220       | Vizille                          | Node-count limit exceeded        | 10,51         | Node-count limit exceeded                   | Oisans-Romanche Vizille                                                                                       | Grenoble                                         | Grenoble-Alpes-Métropole                 |
| 38563      | 38500       | Voiron                           | Node-count limit exceeded        | 21,90         | Node-count limit exceeded                   | Voiron | Grenoble                                         | Pays Voironnais                          |
| 38564      | 38620       | Voissant                         | Node-count limit exceeded        | 3,88          | Node-count limit exceeded                   | Chartreuse-Guiers Saint-Geoire-en-Valdaine                                                                    | La Tour-du-Pin                                   | Pays Voironnais                          |
| 38565      | 38340       | Voreppe                          | Node-count limit exceeded        | 28,65         | Node-count limit exceeded                   | Voiron | Grenoble                                         | Pays Voironnais                          |
| 38566      | 38210       | Vourey                           | Node-count limit exceeded        | 6,88          | Node-count limit exceeded                   | Tullins Rives                                                                                                 | Grenoble                                         | Pays Voironnais                          |

## Veränderungen im Gemeindebestand seit 2015

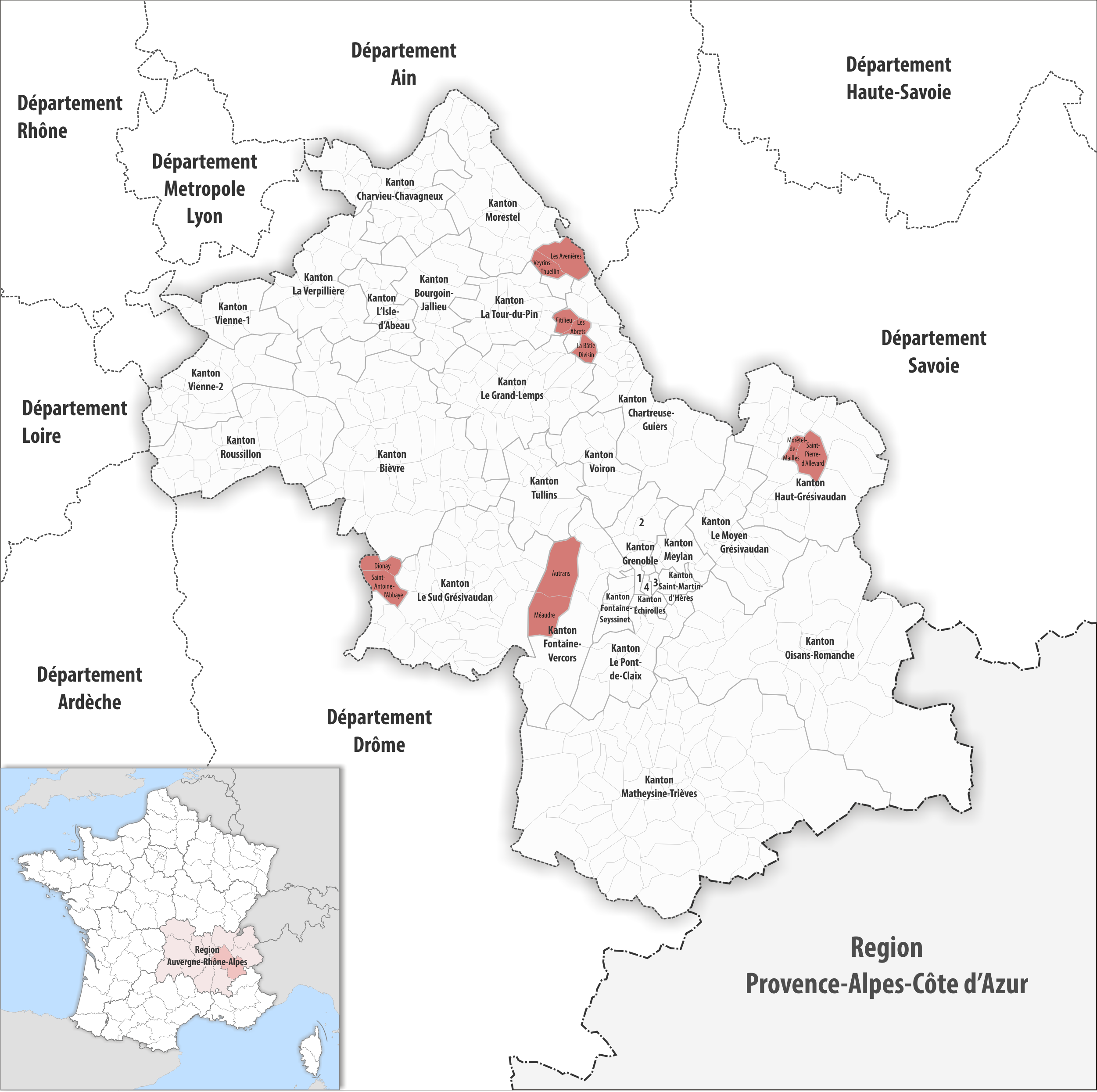
Gemeinden bis 2015
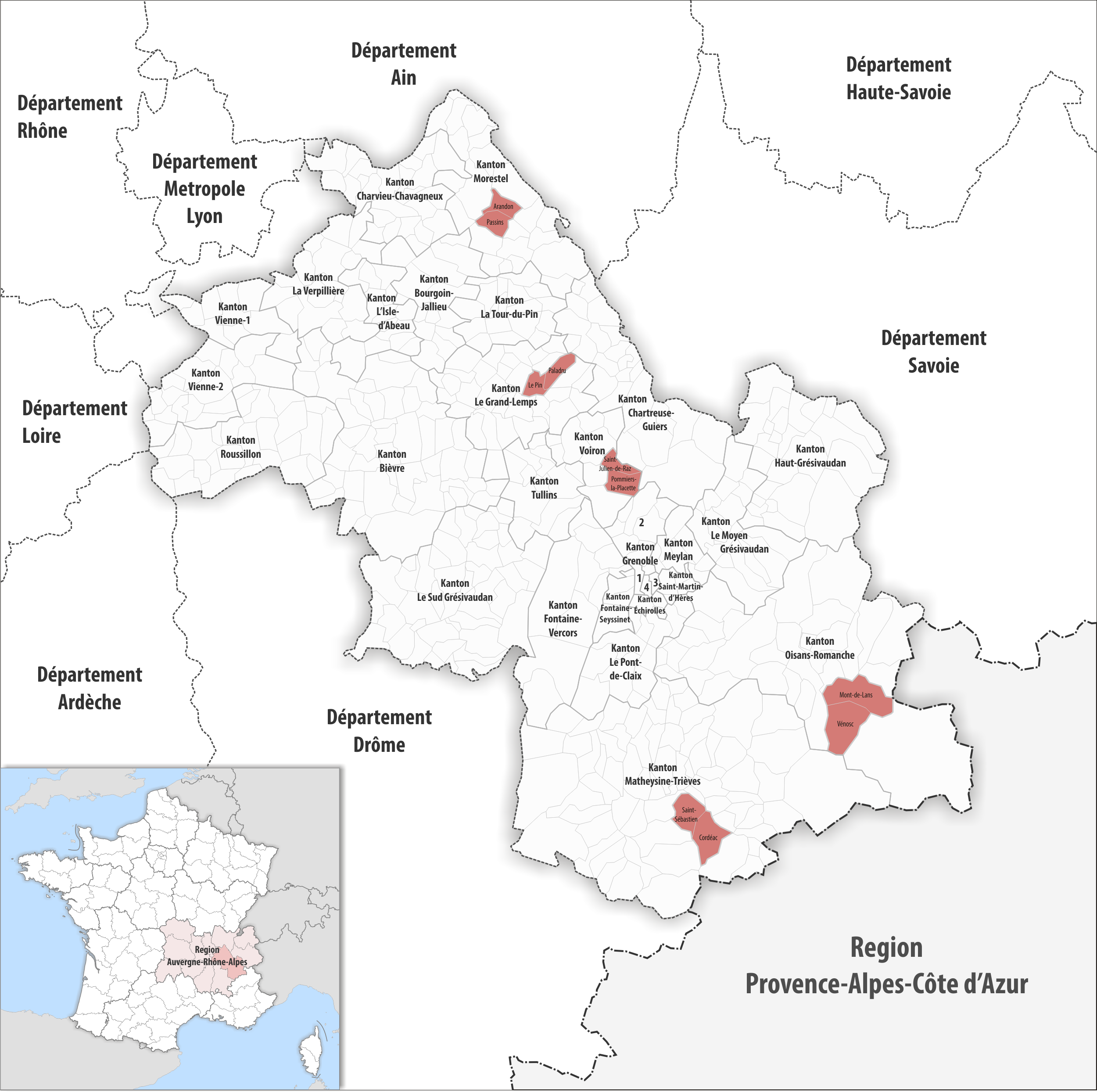
Gemeinden bis 2016
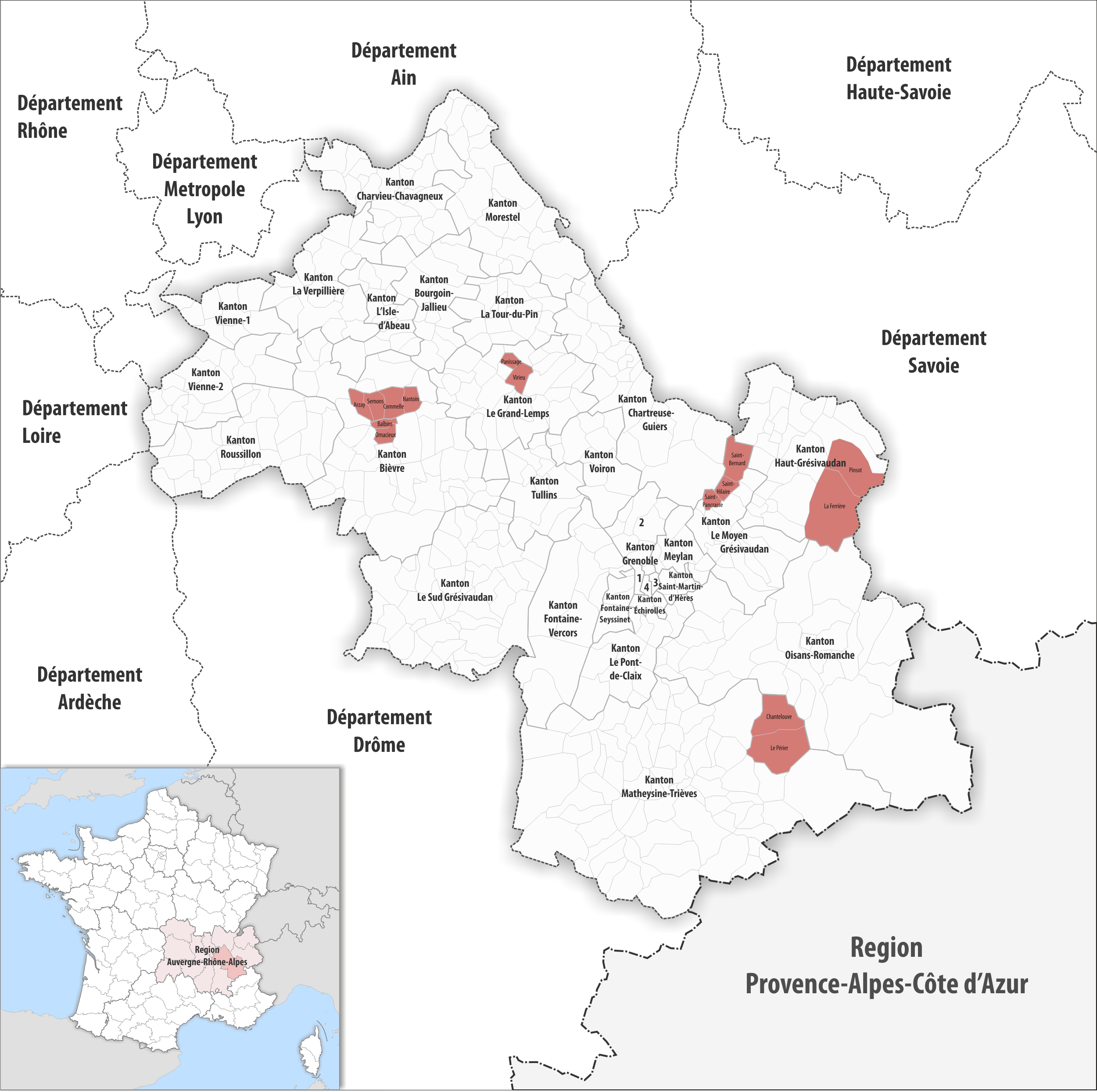
Gemeinden bis 2018

2019:
- Fusion Chantelouve und Le Périer → Chantepérier
- Fusion La Ferrière und Pinsot → Le Haut-Bréda
- Fusion Ornacieux und Balbins → Ornacieux-Balbins
- Fusion Saint-Hilaire, Saint-Bernard und Saint-Pancrasse → Plateau-des-Petites-Roches
- Fusion Semons, Arzay, Commelle und Nantoin → Porte-des-Bonnevaux
- Fusion Virieu und Panissage → Val-de-Virieu

2017:
- Fusion Arandon und Passins → Arandon-Passins
- Fusion Cordéac und Saint-Sébastien → Châtel-en-Trièves
- Fusion Mont-de-Lans und Vénosc → Les Deux Alpes
- Fusion Pommiers-la-Placette und Saint-Julien-de-Raz → La Sure en Chartreuse
- Fusion Paladru und Le Pin → Villages du Lac de Paladru

2016:
- Fusion Les Abrets, La Bâtie-Divisin und Fitilieu → Les Abrets en Dauphiné
- Fusion Autrans und Méaudre → Autrans-Méaudre en Vercors
- Fusion Les Avenières und Veyrins-Thuellin → Les Avenières Veyrins-Thuellin
- Fusion Morêtel-de-Mailles und Saint-Pierre-d’Allevard → Crêts en Belledonne
- Fusion Dionay und Saint-Antoine-l’Abbaye → Saint Antoine l’Abbaye